# DAF (fabrikant)

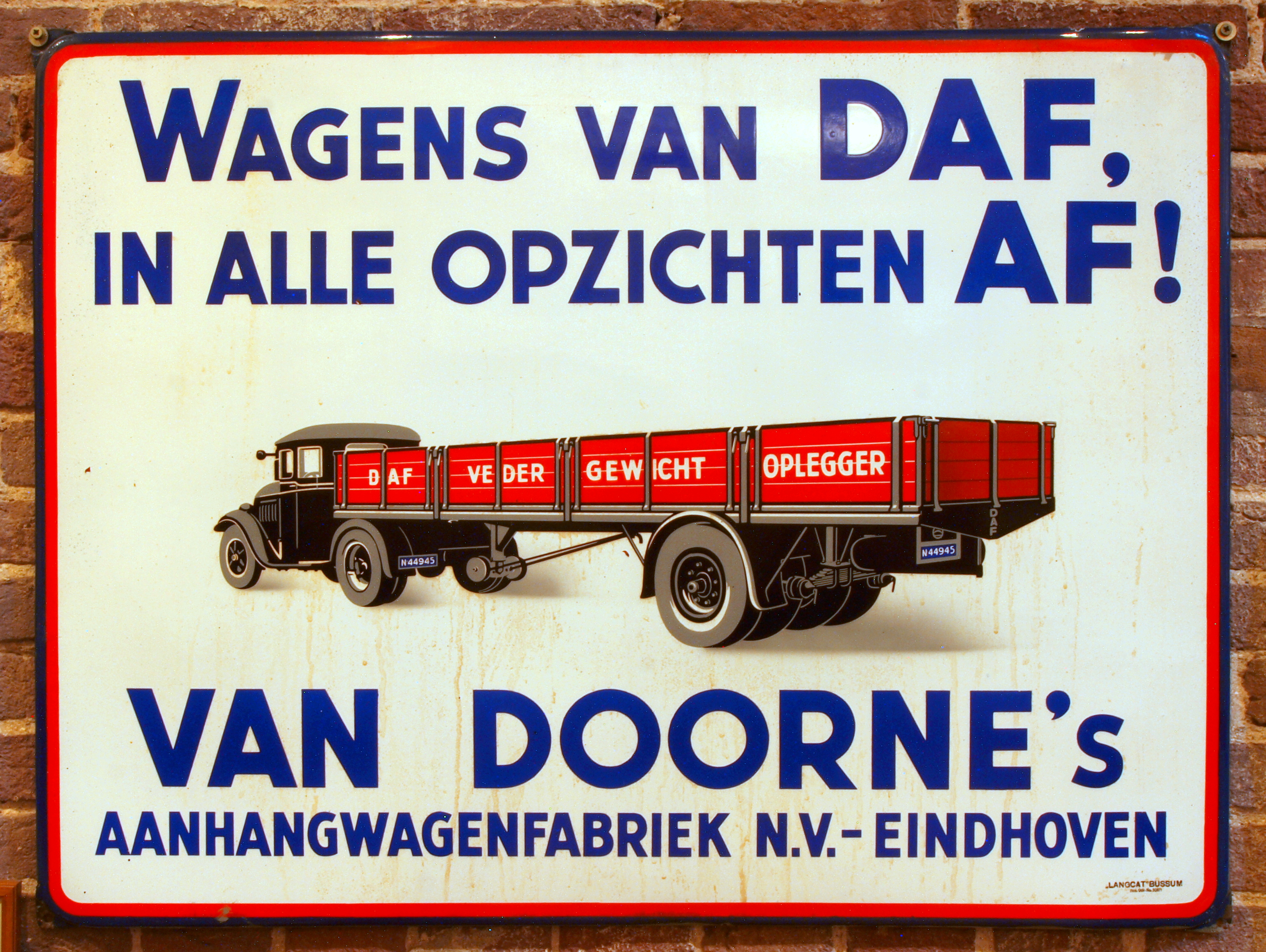
Reclamebord uit de jaren dertig (DAF Museum)

DAF, afkorting van Van Doorne's Aanhangwagenfabriek N.V. die later overging in Van Doorne's Automobielfabriek N.V., is een vrachtauto- en voormalig autofabrikant, in 1932 opgericht door Hub van Doorne te Eindhoven, nadat de gebroeders Hub en Wim vanaf 1928 een kleine mechanische werkplaats gedreven hadden.

## Algemeen
In 1938 werd een prototype van een amfibisch voertuig gepresenteerd, met vierwielbesturing. In 1949 begon Hub samen met zijn jongere broer Wim de Automobiel Fabriek, die zich toelegde op de productie van vrachtwagens. In 1953 wilde men ook personenauto's gaan maken. In februari 1958 rolde de eerste DAF met tweecilinder-viertaktmotor en Variomatic-versnellingsbak van de band.

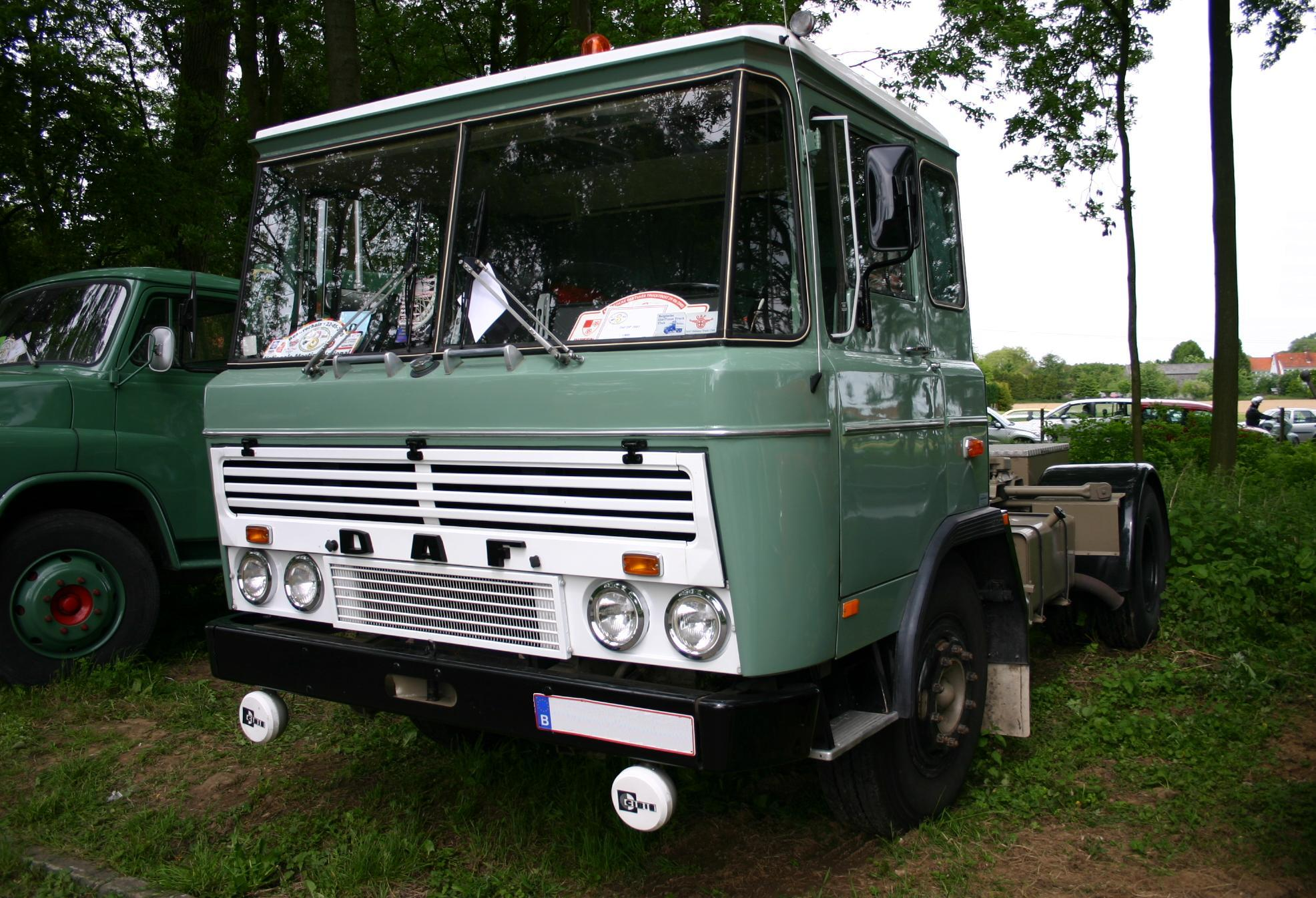
DAF 2600, de eerste 'moderne' vrachtwagen

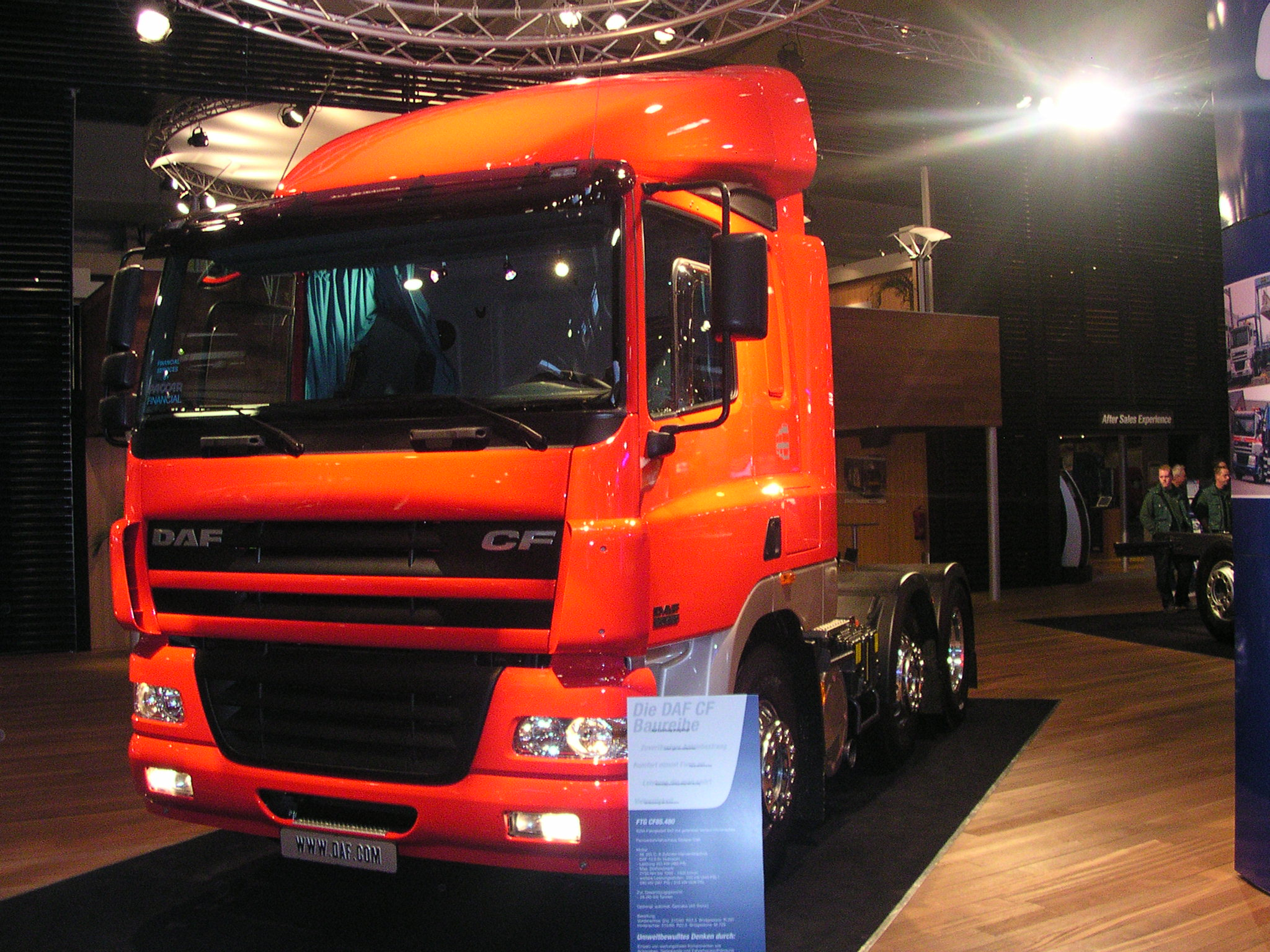
DAF CF

In 1967 werd een personenwagenfabriek in Born gebouwd, aangezien er in de hoofdvestiging te Eindhoven te weinig productiecapaciteit bestond. In 1975 werd de personenauto-tak van DAF verkocht aan het Zweedse Volvo. Sinds oktober 2012 worden er door VDL Groep personenauto's geassembleerd.
De vrachtwagendivisie bleef zelfstandig en nam in 1987 de vrachtwagendivisie van British Leyland over. In 1993 echter ging DAF failliet, maar werd in afgeslankte vorm doorgestart als DAF Trucks N.V. In 1996 werd het bedrijf overgenomen door het Amerikaanse Paccar.

## Het begin
Op 1 april 1928 begonnen Hub en Wim van Doorne in Eindhoven (Nederland) een machinefabriekje met de naam Commanditaire Vennootschap Hub van Doorne's Machinefabriek, nadat zij eerder al in hun ouderlijke woonplaats Deurne (Nederland) in dienstverband werkzaam waren geweest op dat vlak. Zij vervaardigden constructiewerk, hetgeen leidde tot de bouw van opleggers. In 1930 werd de fabriek in Tuindorp (Eindhoven) in bedrijf gesteld. Aanvankelijk vervaardigden zij opleggers en aanhangwagens, vanaf 1932 onder de naam: Van Doorne's Aanhangwagen Fabriek, afgekort D.A.F.. In 1936 werd de DAF-losser voor het overladen van spoorweglaadkisten op de markt gebracht, alsmede de tradoconstructie voor militair gebruik. Hiermee kon een vierwielige auto in een zeswielige veranderd worden. Ook produceerde men reeds pantserwagens.
In 1949 werden de eerste vrachtwagens geproduceerd, het betrof een aantal van ongeveer 150. Voor vuilniswagens werd een verkort chassis, het A-50 chassis, gebouwd waarop een Netam roltrommel werd bevestigd. Van het Nederlandse leger ontving men grote bestellingen: zo bouwde men vanaf 1956 grote series vrachtwagens. Verder werden allerlei uitvindingen gedaan, zoals een uitschuifbare motor.

## Personenauto's

### De eerste stappen naar autoproductie
Tijdens de Tweede Wereldoorlog had Hub van Doorne een dwergautootje ontwikkeld, bijgenaamd de regenjas, waarin Hubs ideaalbeeld van een kleine auto voor het volk naar voren kwam. De auto werd nooit in serieproductie genomen; het enige prototype werd aan een circus verkocht. Later kwam het in het DAF Museum in Eindhoven (Nederland) terecht.

### De eerste Variomatic

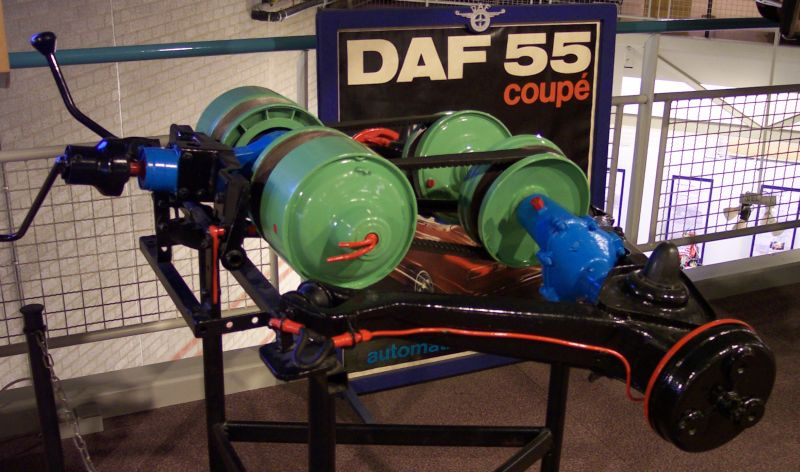
Achteras met Variomatic van een DAF 55

Hub van Doorne had in de jaren vijftig een Buick aangeschaft met een zogenaamde Dynaflow automatische versnellingsbak. Hij vond de automaat ideaal en wilde deze graag beschikbaar maken voor een groot publiek. De bak was zwaar en niet erg efficiënt, zodat de inbouw in lichte auto's uitgesloten was.
Van Doorne kreeg naar verluidt inspiratie van de lopende band in zijn fabriek, waar alle machines werden aangedreven door rubber banden. Ook mogelijk is dat hij een Nederlands eigenbouwsel, de Homemade kocht, waar een voorloper van de Variomatic zou zijn ingebouwd. Het boek Dafjes van Jan de Lange meldt dat het zelfs mogelijk is dat de inspiratie van de Variomatic kwam van een Zündapp-bromfiets.

### De eerste modellen

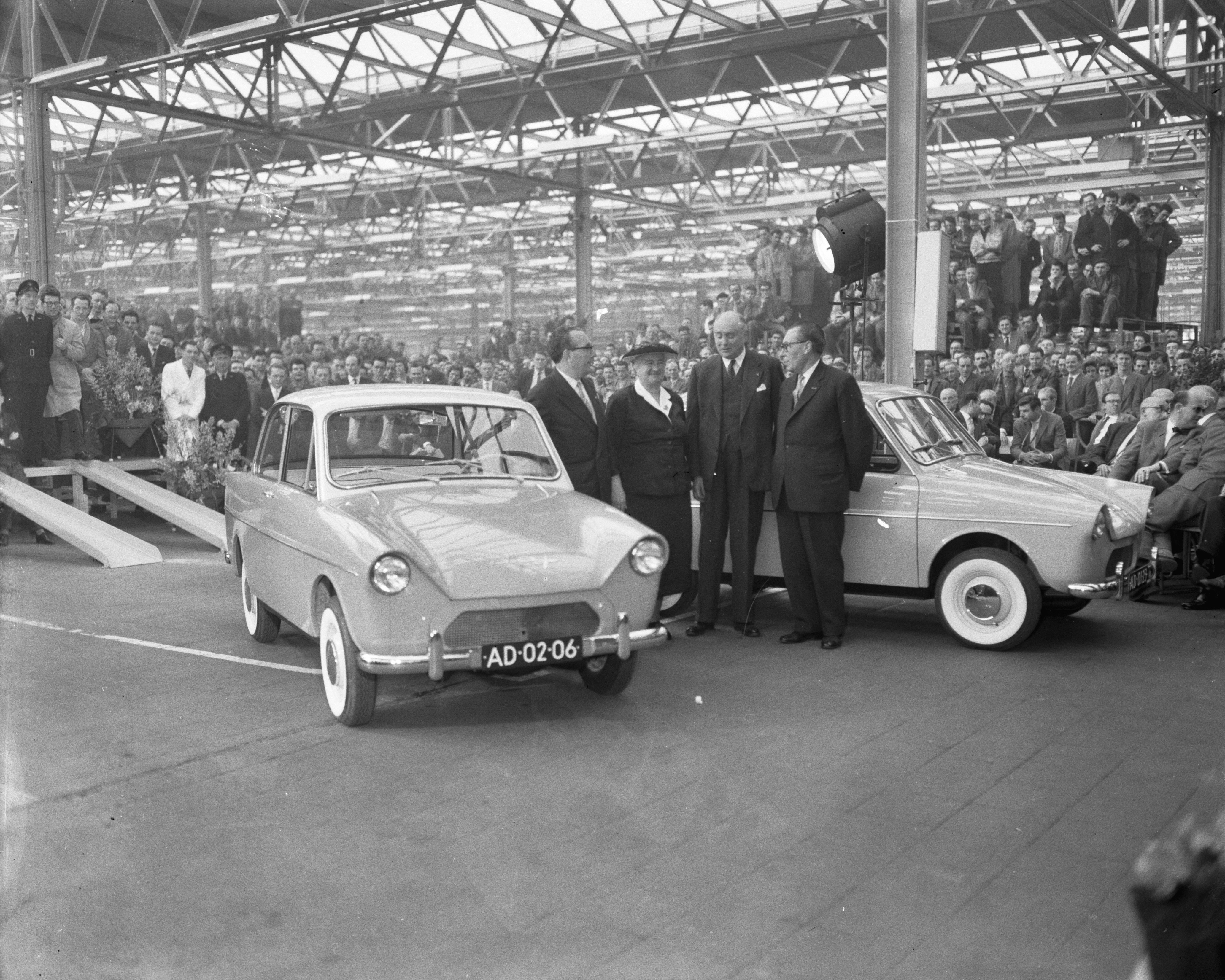
De eerste DAF personenauto is in Eindhoven van de band gekomen; 23 maart 1959.

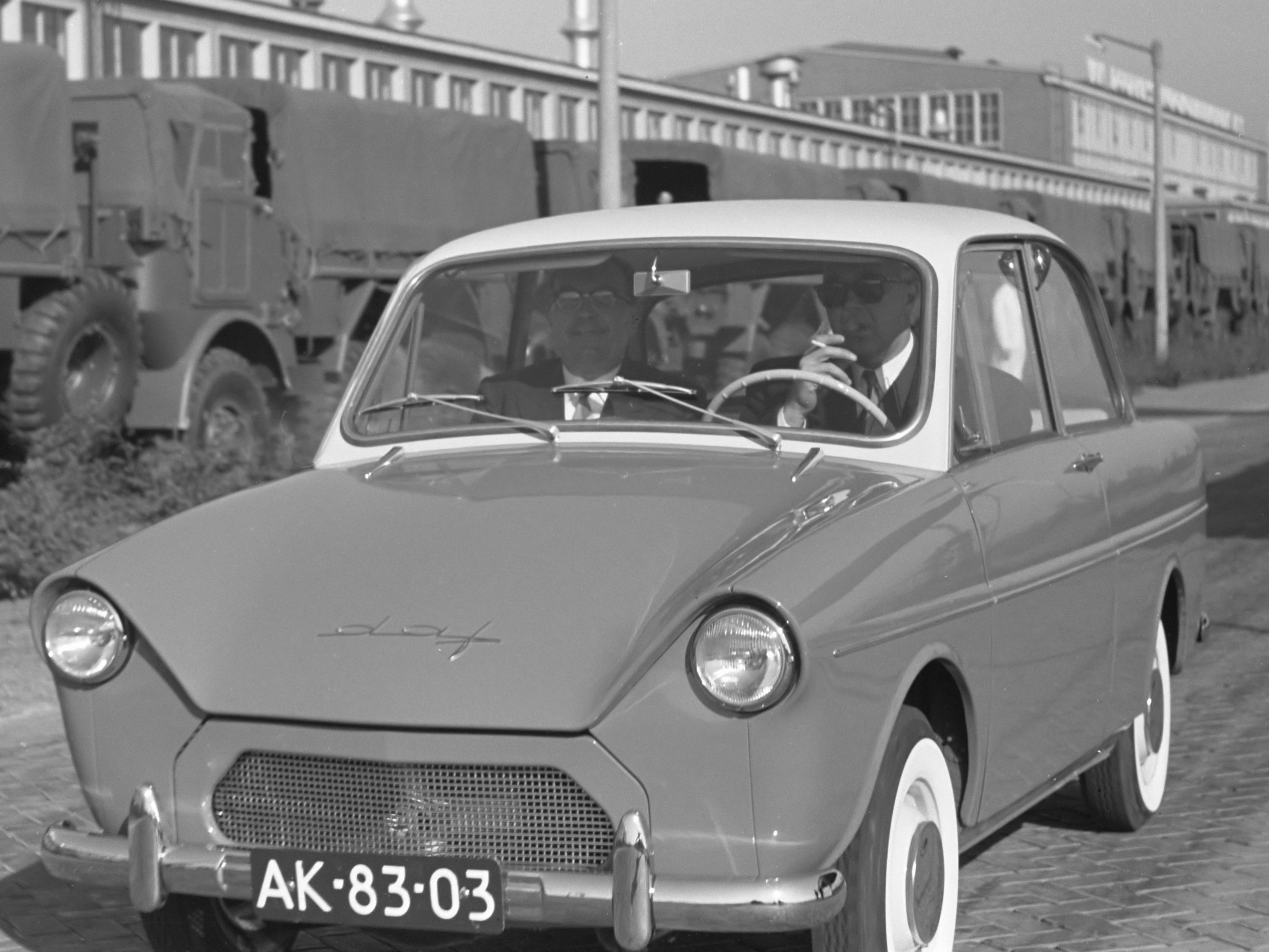
DAF 600 in 1959 in Eindhoven

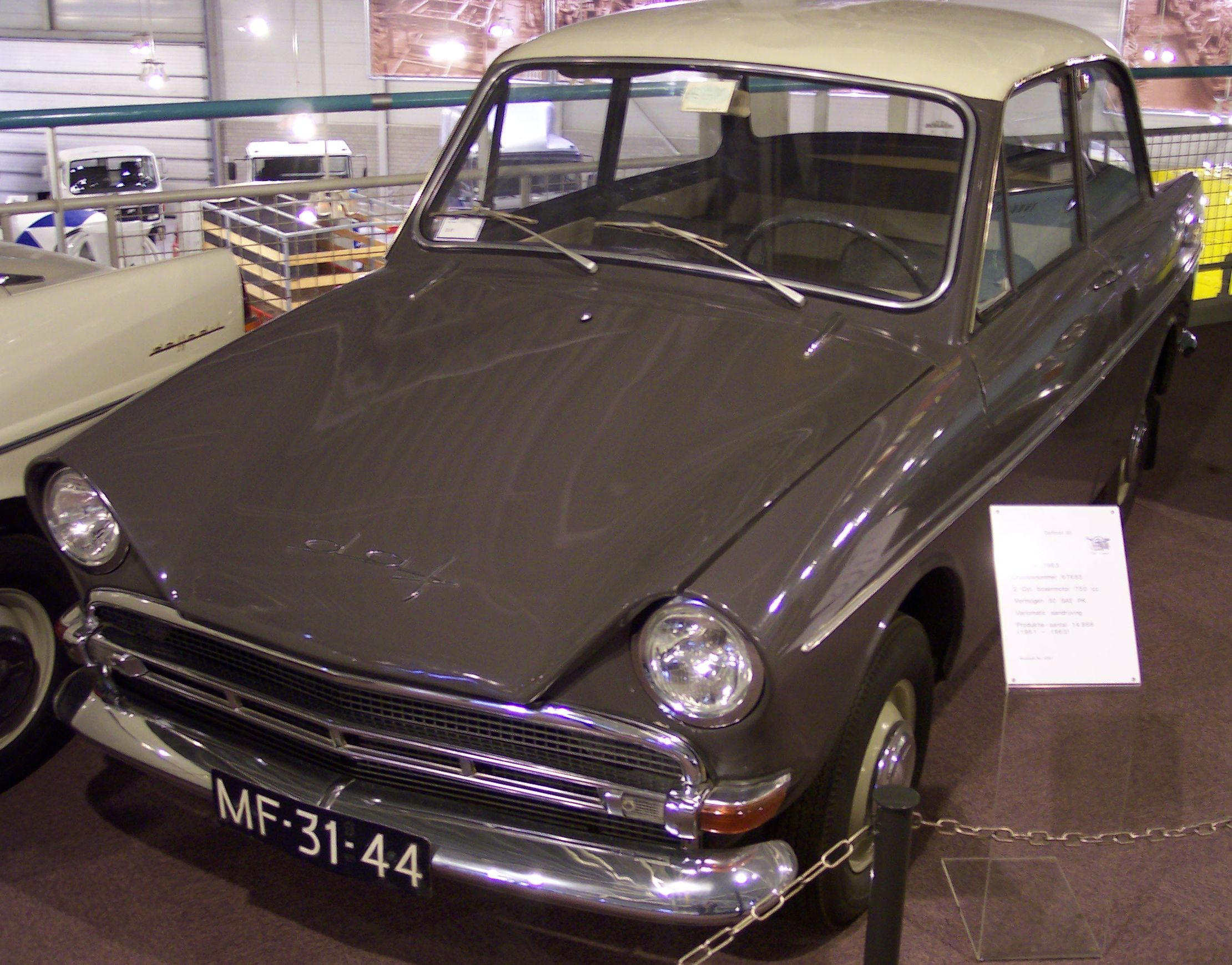
Daffodil

Nadat Hub van Doorne de Variomatic uitvond (bijnaam: Het Pientere Pookje), besloot men in 1953 ook personenwagens te gaan bouwen, om de Variomatic daadwerkelijk te kunnen gebruiken. Volgens de Van Doornes moest het een kleine auto worden. Ingenieur Van Brugghen kreeg de technische leiding over het project. In februari 1958 toonde DAF een volwaardige vier- à vijfpersoons auto met automatische transmissie, de Variomatic, en met een zelf ontwikkelde tweecilinder viertaktmotor. De Variomatic was een continu variabele transmissie met twee rubberen riemen die tussen twee conische schijven traploos nieuwe overbrengingsverhoudingen realiseert. Het was de eerste continu variabele transmissie voor auto's die ooit in productie werd genomen.
De DAF 600 (1959) was de eerste personenauto van DAF. Bij de presentatie op de AutoRAI was de auto nog niet helemaal productierijp maar toch werden er al 4000 bestellingen geplaatst. De opvolger van de 600, de DAF 750 uit 1961, kreeg een krachtiger motor met 30 pk, omdat 22 pk te weinig werd bevonden. Naast de 750 werd in 1961 het type DAF Daffodil gepresenteerd. De auto onderging in 1963 en 1965 enige modificaties, waarbij de modellen de typenummers DAF Daffodil 31 respectievelijk DAF Daffodil 32 kregen, maar werden bij hun introductie eveneens Daffodil genoemd. Bij de DAF 33 (1967) werd hiervan afgestapt.

### Het nieuwe type

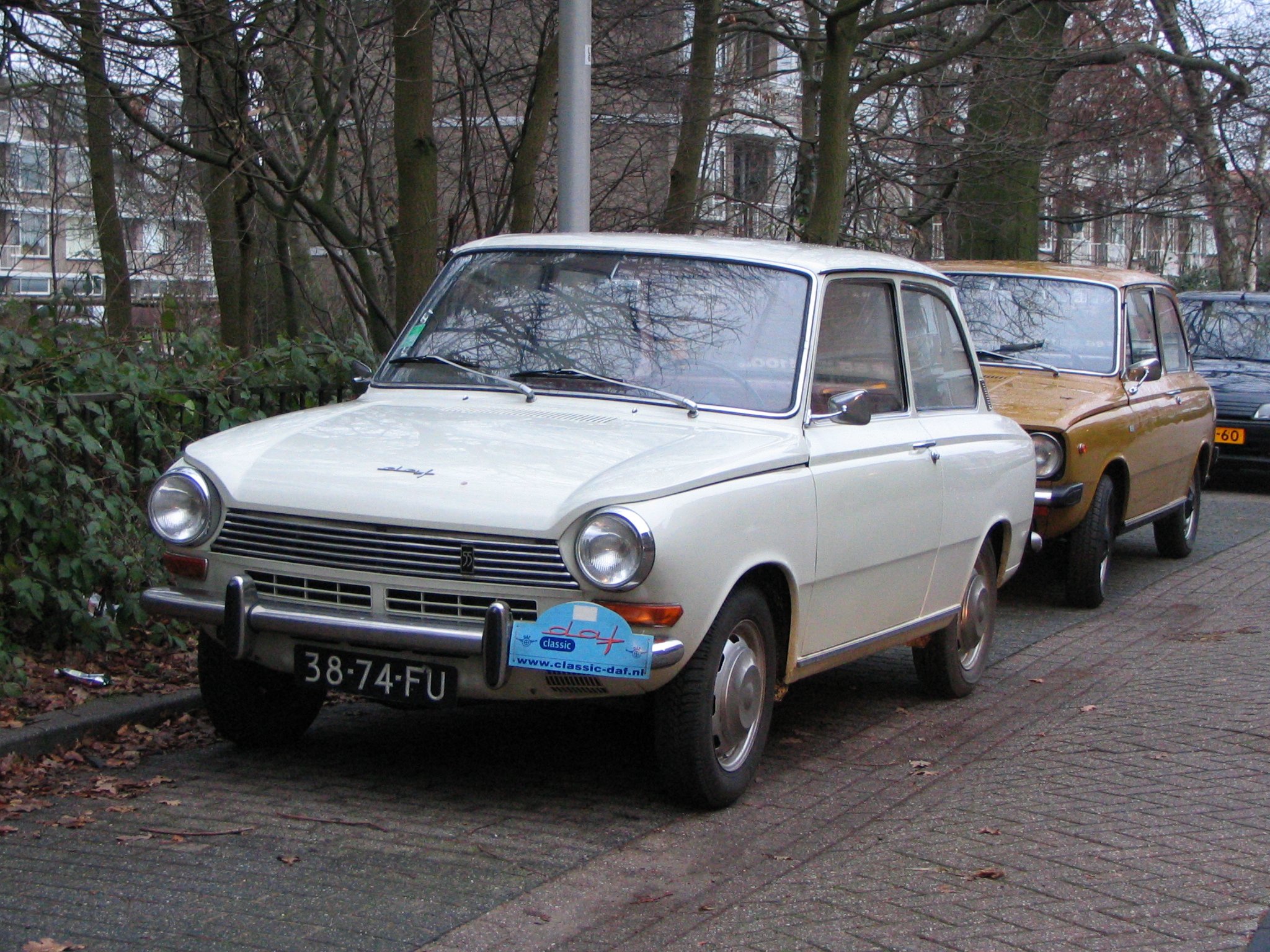
DAF 55 uit 1968 met daarachter een DAF 66 uit 1974

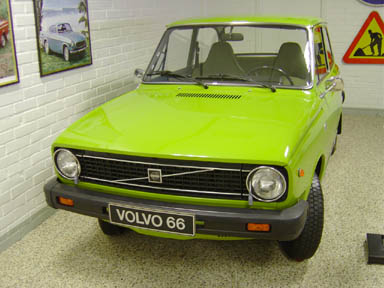
Volvo 66, voorheen DAF 66

De DAF 44 (1966) was het zogenoemde "b-type" (De DAF 600 t/m 33 waren van het "a-type"). De ruimere auto was ontworpen door Michelotti. Met de auto probeerde DAF in de markt te stappen voor grotere auto's. Om de stap naar de middenklasse te kunnen maken werd de DAF 55 (1967) geïntroduceerd, met een 4-cilinder Renault-motor. De 55 werd opgevolgd door de DAF 66 in 1972. Deze auto werd vanaf 1975 eveneens geproduceerd onder de merknaam Volvo. De laatste Volvo 66 liep in 1981 van de band. De DAF 46 (1974) was het laatste nieuwe model van DAF. Het was de minst geliefde DAF, hetgeen te wijten was aan de aandrijving door zijn enkele riem.
DAF had al sinds het begin van de jaren zeventig gewerkt aan een nieuw, groter model, de DAF 77. De auto kwam nooit verder dan een prototype, maar was de basis voor de vrijwel identieke Volvo 343. Ook dit model werd met behulp van de Variomatic aangedreven.

### Born
DAF kampte met een productietekort en wilde een nieuwe fabriek bouwen. Omdat het Nederlandse Limburg kampte met een grote werkloosheid doordat de Nederlandse overheid net De Staatsmijnen had gesloten besloot de overheid DAF een grote subsidie toe te kennen wanneer het bedrijf de nieuwe fabriek in Limburg zou laten bouwen. DAF besloot in te gaan op dit aanbod en vestigde een nieuwe fabriek in Born (Nederland). Aanvankelijk zou hier alleen het nieuwe type, de 44 en 55, gebouwd worden. Later zou de complete personenautoproductie in Born gaan plaatsvinden.

### Imago
Hoewel DAF aanvankelijk goed ontvangen werd, hadden de auto's van DAF gedurende hun gehele bestaan te maken met een imagoprobleem, dat pas jaren later, toen DAF al geen personenauto's meer maakte, verbeterde.
De eerste deuk die DAF kreeg, kwam van een gat in de Nederlandse wet. Door de DAF aan te passen zodat de auto niet harder kon dan 25 km/u had men geen rijbewijs nodig om de auto te mogen besturen. Al snel kregen deze kruipauto's een erg negatief imago en daardoor DAF ook. Doordat het toenmalige GAK de auto's vanwege hun eenvoudige bediening inzette, liep het imago van de auto nog verdere schade op. Zo ontstond de weinig vleiende term "Gak-Daf". De auto's hadden bovendien veel last van een (nog steeds bestaand) negatief vooroordeel van het publiek over automatische transmissie. Die zou niet "sportief" zijn. De gedachte was (is) dat alleen mensen die niet in staat zouden zijn fatsoenlijk te schakelen ervoor zouden kiezen: de automaat niet uit overweging van comfort maar uit noodzaak wegens onbeholpenheid van de chauffeur dus. Dat was voor de DAFs zeker waar: de auto vond zijn koperspubliek vooral bij senioren en met name bij oudere vrouwen. Daardoor kreeg het voertuig al snel de bijnaam Truttenschudder met jarretelaandrijving.
 Voorts kreeg men, wanneer men was afgereden voor het behalen van rijbewijs B in een auto met automaat, zoals een DAF, de aantekening code 78 op het rijbewijs vermeld, wat inhield dat men alleen auto's met een automaat mocht besturen.
Hoewel DAF met de rallycross en het inzetten van Formule-auto's het imago probeerde te verbeteren en later ook sportievere versies op de markt zette (bijvoorbeeld de DAF 55 Marathon), zou het merk het truttige imago niet meer weten af te schudden.
In 1968 poogde president-directeur Martien van Doorne het imago van de DAF personenauto te verbeteren door twee DAF-teams te laten meerijden in de 16.500 km lange London-Sydney Marathon, die op 24 november van dat jaar startte. Ook speelde de gedachte mee, dat Spyker als Nederlands automerk, in 1907 tweede werd in een dergelijk monsterrit van Peking naar Parijs. Er deden in totaal 97 teams mee. Het eerste Nederlandse team bestond uit Rob Slotemaker (rijder) en Rob Janssen (navigator) met wagennummer 30, het tweede uit David van Lennep (rijder) en Peter Hissink (navigator) met wagennummer 69. De auto’s waarmee gereden werd, bestonden uit twee speciaal voor deze rit geprepareerde DAF 55’s met standaard 50-pk motoren. De kentekens voor deze wagens waren speciaal door de RDW samengesteld: 01-55-HD (wagennummer 69) en 02-55-HD (wagennummer 30), verwijzend naar het volgnummer van de auto’s, het autotype en Hub van Doorne. 43 deelnemers haalden de eindstreep, reeds voor de overtocht van Bombay naar Fremantle, niet. Het Nederlandse team Slotemaker-Janssen kwam als 17e in Sydney aan, het team Lennep-Hissink reed als laatste, door een lekgeslagen ondercarter, de race uit. Beide auto’s zijn te zien in het DAF Museum in Eindhoven.
Het televisieprogramma Te land, ter zee en in de lucht had in de jaren zeventig het onderdeel achteruitrijden, waarin DAF onverslaanbaar was, doordat de Variomatic net zo snel vooruit als achteruit kon rijden (in de achteruit kan zelfs een Ferrari de DAF niet verslaan). Toch kleefde ook hier een negatief gevoel aan: men keek er zo graag naar vanwege de ongelukken, niet omdat DAF de snelste auto ter wereld had. Later reden auto's van DAF daarom in een aparte klasse. Hierdoor reden ze niet meer tussen de andere auto's en verliep de race veel eerlijker. Ook werd de race daardoor veel veiliger.
In het buitenland vertrouwde men de riemaandrijving niet. Men dacht dat de riemen zomaar konden knappen. Hoewel dat langzaam veranderde door deelname aan betrouwbaarheidsritten zou het nooit een sterke verkoper worden buiten Nederland. Automaat-rijden werd als niet-sportief gezien en DAF bood zijn auto's niet aan met een conventionele versnellingsbak. Pas onder Volvo werden versies van de 343 met een conventionele versnellingsbak geleverd.

### Overzicht van personenauto's
- DAF 600 (1959-1963)
- DAF 750 (1961-1963)
- DAF Daffodil (1961-1967)
- DAF 33 (1967-1974)
- DAF 44 (1966-1974) en daarna de DAF 46 (1974-1977)
- DAF 55 (1968-1972)
- DAF 66 (1972-1975)

#### Tijdlijn
| DAF-personenauto's tussen 1950 tot 1980 | DAF-personenauto's tussen 1950 tot 1980 | DAF-personenauto's tussen 1950 tot 1980 | DAF-personenauto's tussen 1950 tot 1980 | DAF-personenauto's tussen 1950 tot 1980 | DAF-personenauto's tussen 1950 tot 1980 | DAF-personenauto's tussen 1950 tot 1980 | DAF-personenauto's tussen 1950 tot 1980 | DAF-personenauto's tussen 1950 tot 1980 | DAF-personenauto's tussen 1950 tot 1980 | DAF-personenauto's tussen 1950 tot 1980 | DAF-personenauto's tussen 1950 tot 1980 | DAF-personenauto's tussen 1950 tot 1980 | DAF-personenauto's tussen 1950 tot 1980 | DAF-personenauto's tussen 1950 tot 1980 | DAF-personenauto's tussen 1950 tot 1980 | DAF-personenauto's tussen 1950 tot 1980 | DAF-personenauto's tussen 1950 tot 1980 | DAF-personenauto's tussen 1950 tot 1980 | DAF-personenauto's tussen 1950 tot 1980 | DAF-personenauto's tussen 1950 tot 1980 | DAF-personenauto's tussen 1950 tot 1980 | DAF-personenauto's tussen 1950 tot 1980 | DAF-personenauto's tussen 1950 tot 1980 | DAF-personenauto's tussen 1950 tot 1980 | DAF-personenauto's tussen 1950 tot 1980 | DAF-personenauto's tussen 1950 tot 1980 | DAF-personenauto's tussen 1950 tot 1980 | DAF-personenauto's tussen 1950 tot 1980 | DAF-personenauto's tussen 1950 tot 1980 |      |
| --------------------------------------- | --------------------------------------- | --------------------------------------- | --------------------------------------- | --------------------------------------- | --------------------------------------- | --------------------------------------- | --------------------------------------- | --------------------------------------- | --------------------------------------- | --------------------------------------- | --------------------------------------- | --------------------------------------- | --------------------------------------- | --------------------------------------- | --------------------------------------- | --------------------------------------- | --------------------------------------- | --------------------------------------- | --------------------------------------- | --------------------------------------- | --------------------------------------- | --------------------------------------- | --------------------------------------- | --------------------------------------- | --------------------------------------- | --------------------------------------- | --------------------------------------- | --------------------------------------- | --------------------------------------- | ---- |
| Type                                    | 1950                                    | 1950                                    | 1950                                    | 1950                                    | 1950                                    | 1950                                    | 1950                                    | 1950                                    | 1950                                    | 1950                                    | 1960                                    | 1960                                    | 1960                                    | 1960                                    | 1960                                    | 1960                                    | 1960                                    | 1960                                    | 1960                                    | 1960                                    | 1970                                    | 1970                                    | 1970                                    | 1970                                    | 1970                                    | 1970                                    | 1970                                    | 1970                                    | 1970                                    | 1970 |
| Type                                    | 0                                       | 1                                       | 2                                       | 3                                       | 4                                       | 5                                       | 6                                       | 7                                       | 8                                       | 9                                       | 0                                       | 1                                       | 2                                       | 3                                       | 4                                       | 5                                       | 6                                       | 7                                       | 8                                       | 9                                       | 0                                       | 1                                       | 2                                       | 3                                       | 4                                       | 5                                       | 6                                       | 7                                       | 8                                       | 9    |
| A-body                                  |                                         |                                         |                                         |                                         |                                         |                                         |                                         |                                         |                                         | 600                                     | 600                                     | 600                                     | 600                                     |                                         |                                         |                                         |                                         |                                         |                                         |                                         |                                         |                                         |                                         |                                         |                                         |                                         |                                         |                                         |                                         |      |
| A-body                                  |                                         |                                         |                                         |                                         |                                         |                                         |                                         |                                         |                                         |                                         | 750                                     |                                         |                                         |                                         |                                         |                                         |                                         |                                         |                                         |                                         |                                         |                                         |                                         |                                         |                                         |                                         |                                         |                                         |                                         |      |
| A-body                                  |                                         |                                         |                                         |                                         |                                         |                                         |                                         |                                         |                                         |                                         |                                         | 30                                      | 30                                      | 31                                      | 31                                      | 32                                      | 32                                      | 33                                      | 33                                      | 33                                      | 33                                      | 33                                      | 33                                      | 33                                      |                                         |                                         |                                         |                                         |                                         |      |
| B-body                                  |                                         |                                         |                                         |                                         |                                         |                                         |                                         |                                         |                                         |                                         |                                         |                                         |                                         |                                         |                                         |                                         | 44                                      | 44                                      | 44                                      | 44                                      | 44                                      | 44                                      | 44                                      | 44                                      | 46                                      | 46                                      |                                         |                                         |                                         |      |
| B-body                                  |                                         |                                         |                                         |                                         |                                         |                                         |                                         |                                         |                                         |                                         |                                         |                                         |                                         |                                         |                                         |                                         |                                         |                                         | 55                                      | 55                                      | 55                                      | 55                                      | 66                                      | 66                                      | 66                                      |                                         |                                         |                                         |                                         |      |

### Prototypes en afgeleiden
Voor een kleine fabriek als DAF zijn er enorm veel prototypes gemaakt. Carrosseriebouwers als Michelotti, OSI en anderen bouwden op basis van DAF-techniek auto's.
- DAF Siluro
- OSI DAF City
- DAF 77
- Kalmar KVD 440
- ARKLA Handywagon, 80 gebouwd op basis van DAF 750 in vier typen door de Arkansas Louisiana Gas Company, 1964.
- DAF Pony, 700 gebouwd in diverse uitvoeringen. Twee prototypen voor Amerikaanse leger met 500 cc.
- DAF-bestelversie met geblindeerde achterramen, waarvan twee stuks voor Philips (DAF 55 en DAF 66).
- In Zweden is een uitvoering van een DAF 66 pick-up gemaakt.

Vrachtwagen met mogelijkheid voor bijpassende aanhangwagen.
Trekker met bijbehorende oplegger.
Vrachtwagen werd geleverd zonder dak en deuren en kachel. Dus ook als pick-up zonder dak.
Er is ook een versie met vierpersoonscabine.

## Van Doorne's Transmissie
De Variomatic-ontwikkeling was niet stopgezet: sinds de jaren zeventig werd er gewerkt aan een opvolger ervan: de Transmatic. Het hart van het systeem was niet langer de rubberen riemen, maar een metalen duwschakelband. De ontwikkeling van de Transmatic werd ondergebracht in een aparte bv, Van Doorne's Transmissie, die in Tilburg (Nederland) gevestigd werd. Volvo meende bij de overname van DAF personenwagen BV ook de eigenaar van dit systeem te zijn geworden. DAF en de Van Doornes ontkenden dit. Het conflict werd voor de rechtbank uitgevochten en uiteindelijk wonnen de Van Doornes de strijd. Volvo bleef de Variomatic onder de naam CVT toepassen in de auto's die in Born (Nederland) werden geproduceerd. De laatste auto die met dit systeem werd geproduceerd was de Volvo 340 die in 1991 van de band rolde. Sindsdien wordt de Variomatic alleen nog maar toegepast in de brommobielen waarin gereden mag worden met een AM, A of B rijbewijs. Van Doorne's Transmissie werd overgenomen door het Duitse bedrijf Bosch. Inmiddels was de Transmatic leverbaar geworden in verschillende kleine personenwagens als de Fiat Panda, Ford Fiesta, Subaru Justy, Suzuki Alto en de Nissan Micra. Ook de Volvo 440 1.8i was vanaf 1993 leverbaar met een CVT volgens het transmaticsysteem.
Ook grotere auto's worden tegenwoordig uitgerust met het systeem, fabrikanten als Audi en Nissan gebruiken het ook in hun grotere modellen.

### Sport
In de autosport heeft de Variomatic ook indruk gemaakt. Vooral bij de rallycross, waar Jan de Rooy en zijn broer Harry de Rooy met hun DAF 55 Coupés (eerst met vierwielaandrijving, later alleen met achterwielaandrijving) succesrijk waren. Maar ook in de formuleraces werd geëxperimenteerd. DAF zelf deed dat in de Formule 3, maar in de jaren negentig was dat VDT, samen met Williams-Renault.

### Bedrijfswagens
Overigens werd de CVT ook gebruikt in bedrijfsvoertuigen, zoals de DAF Pony en de Kalmar KVD 440. De Kalmar was een autootje van de Zweedse posterijen op basis van de 44. De Pony was een licht vrachtautootje, aanvankelijk ontworpen voor het Amerikaanse leger.

## Autobussen

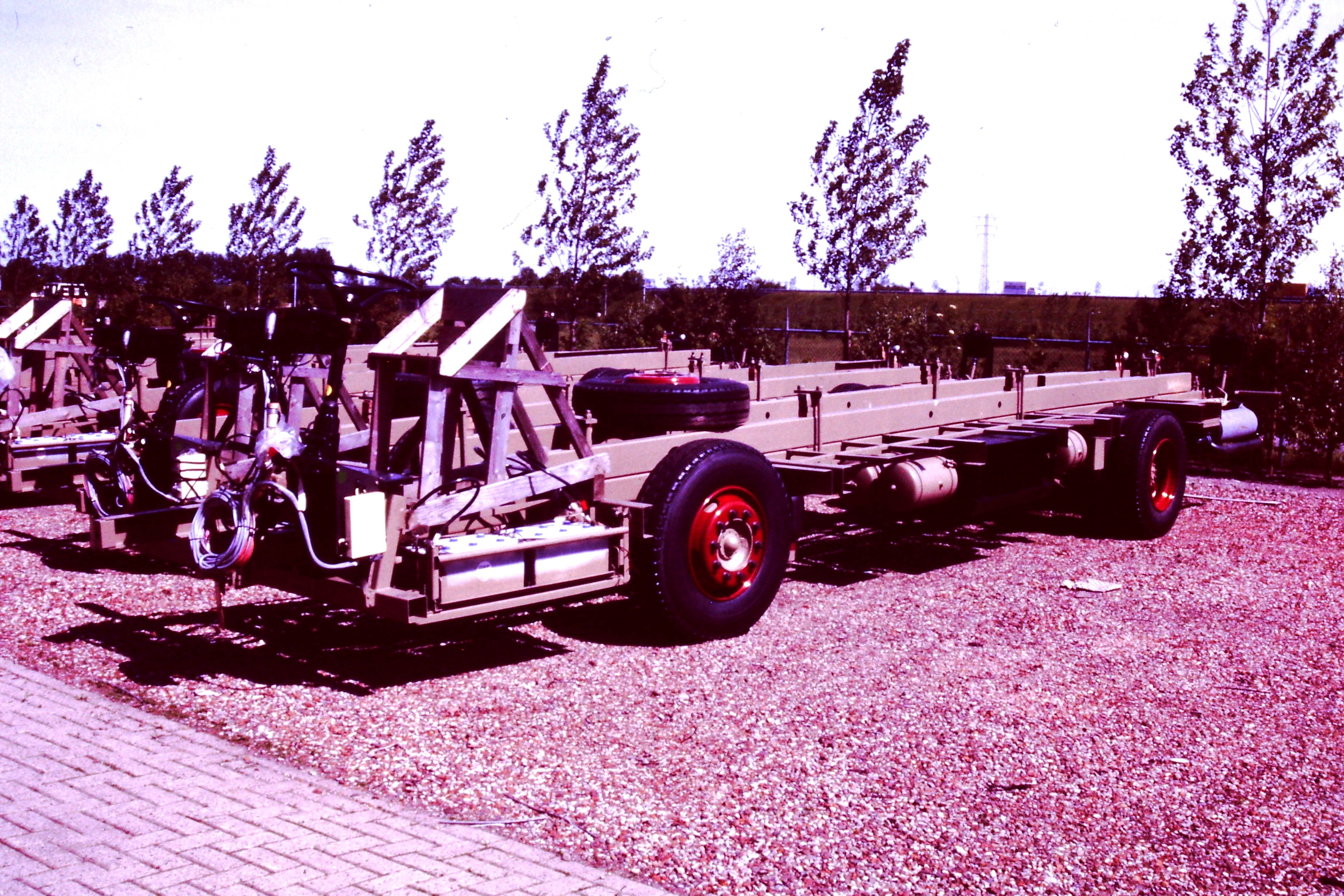
DAF SB201DKDL554-chassis met transportbalken

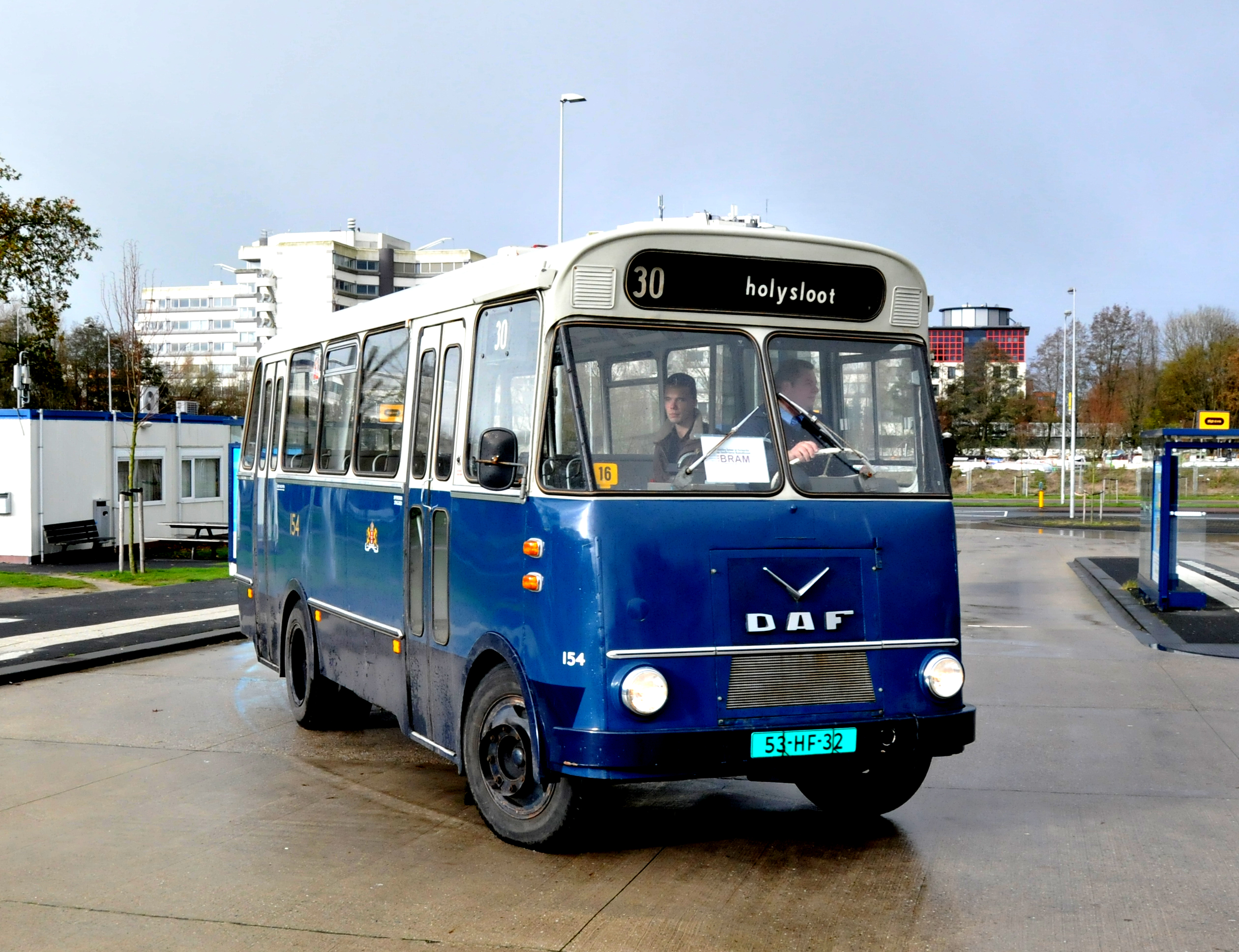
DAF B1100-stadsbus met de motor staand voorin

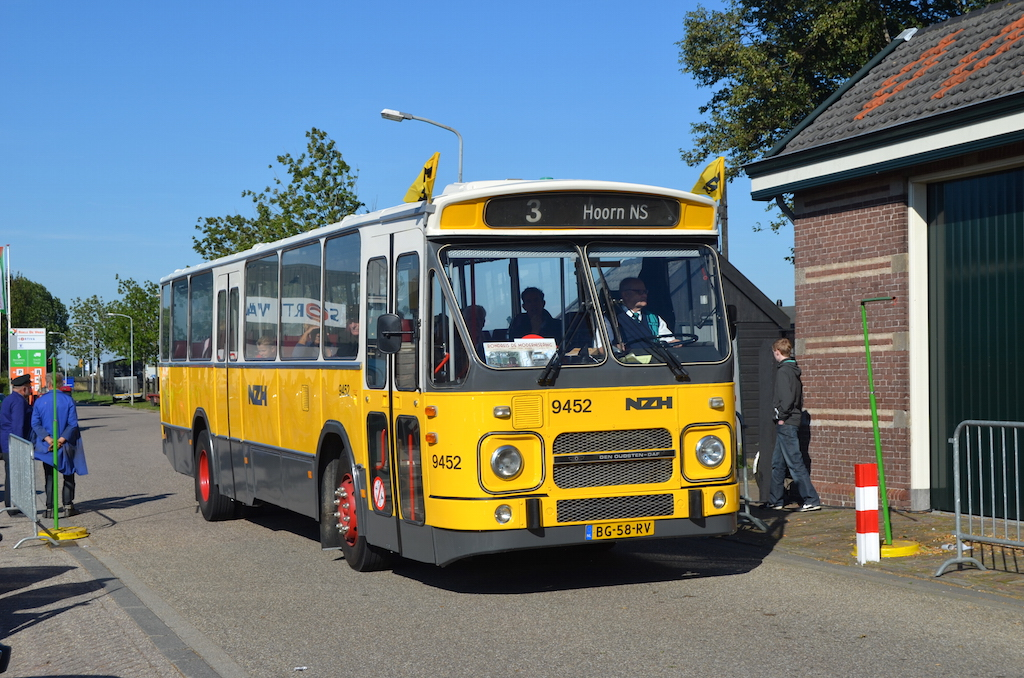
Een standaardstreekbus op DAF MB200-chassis en met Den Oudsten-carrosserie

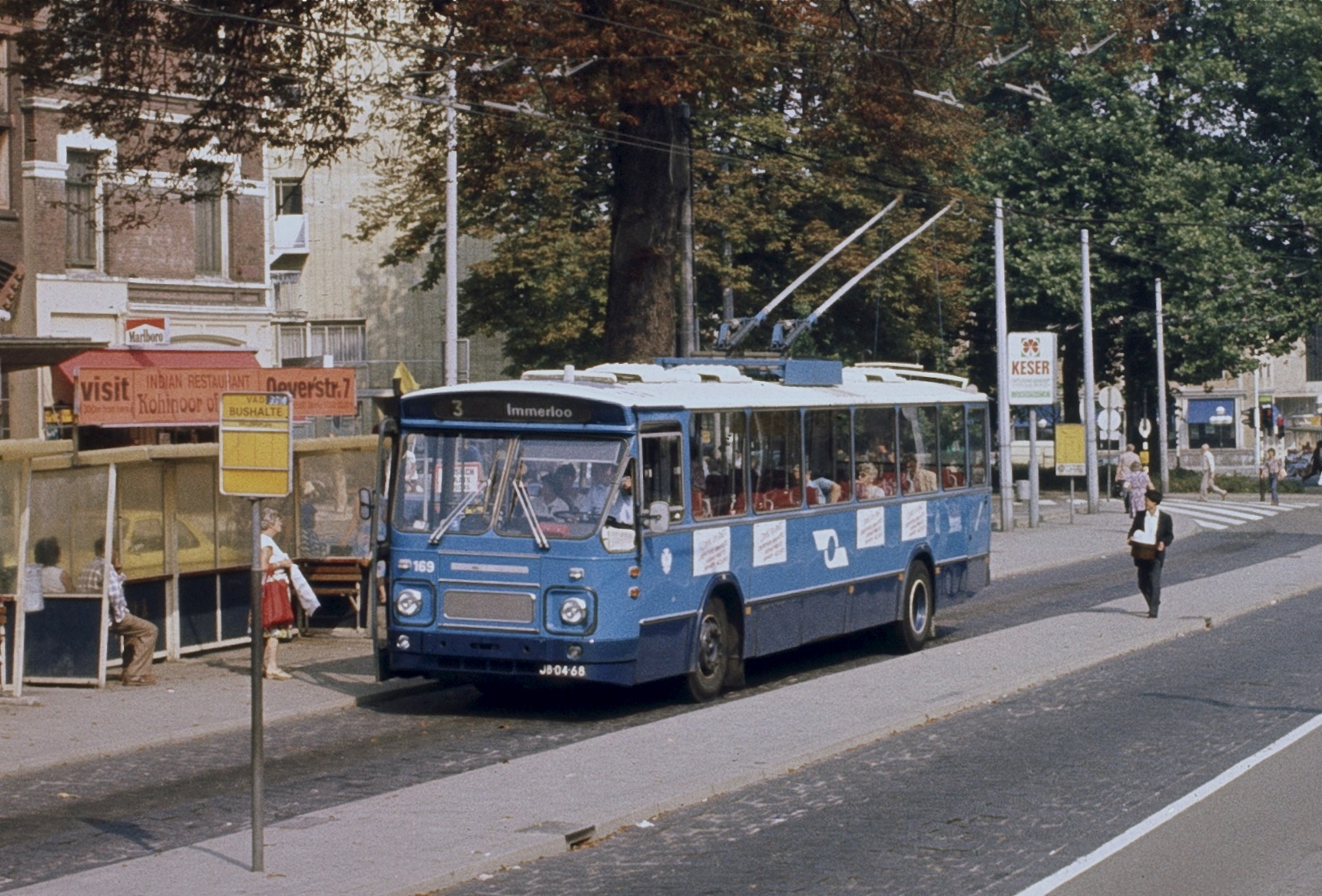
DAF-trolleybus nr. 169 op het Willemsplein te Arnhem; 1983.

De eerste bemoeienis van DAF met autobussen was de bouw van 240 opleggers voor de Crossley-trekkers voor de Nederlandse Spoorwegen waarmee het openbaar vervoer na de bevrijding weer op de been werd geholpen.
Eind jaren veertig begon DAF met de productie van chassis voor autobussen. De B-series (voor frontstuurbussen) en TB-series (van het trambusmodel) waren nog gebaseerd op vrachtautochassis en hadden een staande motor voorin. Als krachtbron werden benzinemotoren van Hercules en dieselmotoren van Perkins- en Leyland toegepast. Vanaf 1958 fabriceerde DAF de dieselmotoren zelf, eerst nog in licentie van Leyland, later naar eigen ontwerp. Het eerste speciaal voor autobussen gebouwde DAF-chassis was de SB1600, met staande heckmotor achterin. Dit type is vooral voor touringcars en bussen voor het streekvervoer tot in de jaren tachtig in productie gebleven.
In 1966 introduceerde DAF het SB200DOL-chassis, met liggende heckmotor achterin, voor de bouw van autobussen. In de periode 1966-1976 werden hierop vele honderden wijnrode standaard-stadsbussen (Commissie Standaardisering Autobusmaterieel) gebouwd door carrosseriebouwer Hainje te Heerenveen. In 1977 introduceerde DAF een verbeterde versie, het SB201DKDL-chassis. Op dit chassis werden tot 1983 door Hainje wijnrode standaard-stadsbussen gebouwd. In de periode 1983-1988 bouwde Hainje de tomaatrode stadsbussen van het type CSA-II op dit chassis. In 1988 werd het SB201DKDL-chassis vervangen door het SB220-chassis.

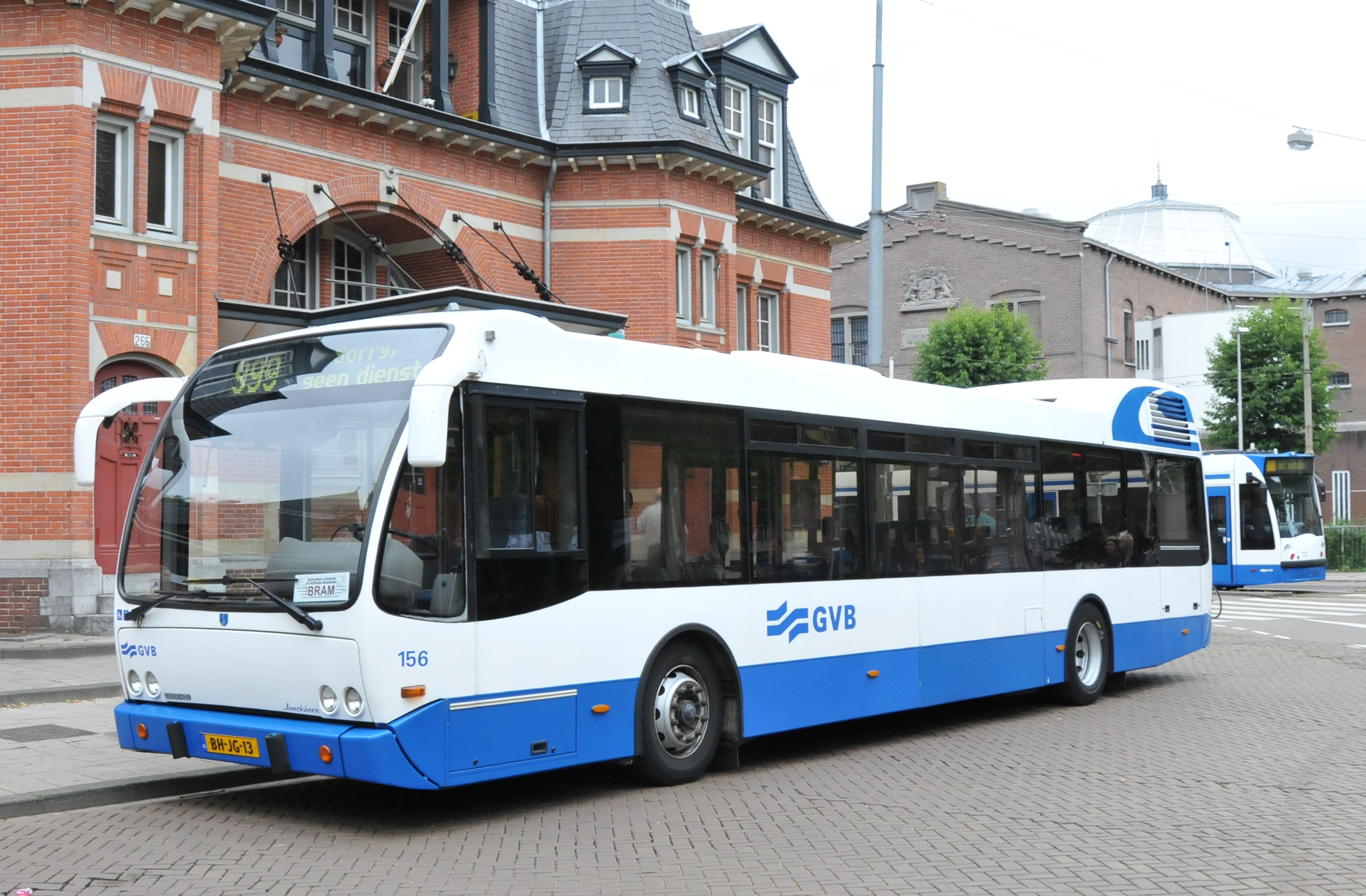
Berkhof Jonckheer stadsbus op een DAF SB250-chassis

In 1969 leverde DAF voor het eerst het MB200-onderstel met liggende motor middenin (underfloor motor) voor de bouw van de standaard streekbus. Verheul te Waddinxveen was in 1968 begonnen met de bouw van dit populaire bustype als de zelfdragende Leyland-Verheul LVB668. De uiterlijk identieke bussen op DAF MB200-onderstel waren echter niet zelfdragend. Zij werden in de periode 1969-1988 gebouwd door vooral Den Oudsten te Woerden, maar ook door Hainje te Heerenveen en Van Hool te Koningshooikt.
In 1982 introduceerde DAF het MBG200-chassis met underfloormotor voor de bouw van gelede bussen op basis van de standaard streekbus. In 1988 werd het MB200-chassis vervangen door het MB230-chassis met underfloormotor en het SB220-chassis met heckmotor. Voor de bouw van gelede bussen kon DAF het SBG220-chassis, met heckmotor in de aanhangwagen, leveren. De nieuwe streekbussen op het nieuwe chassis waren van het type Den Oudsten B88 en Den Oudsten B89 Alliance. Den Oudsten leverde deze typen echter voor het merendeel niet op DAF-chassis, maar als zelfdragende (integrale) bus met DAF-componenten, waardoor een aanzienlijke gewichtsbesparing werd bereikt.
Het bedrijf was onderdeel van vrachtwagenbouwer DAF, maar werd in 1990 losgekoppeld, en ging als DAF Bus International samenwerken met de industriële groep United Bus, waar onder andere Den Oudsten en BOVA deel van uitmaakten. Dit samenwerkingsverband was echter geen succes, en na het faillissement in 1993 werd DAF Bus overgenomen door de VDL Groep, sinds 5 september 2008 verder onder de naam VDL Bus Chassis.

## Legervoertuigen

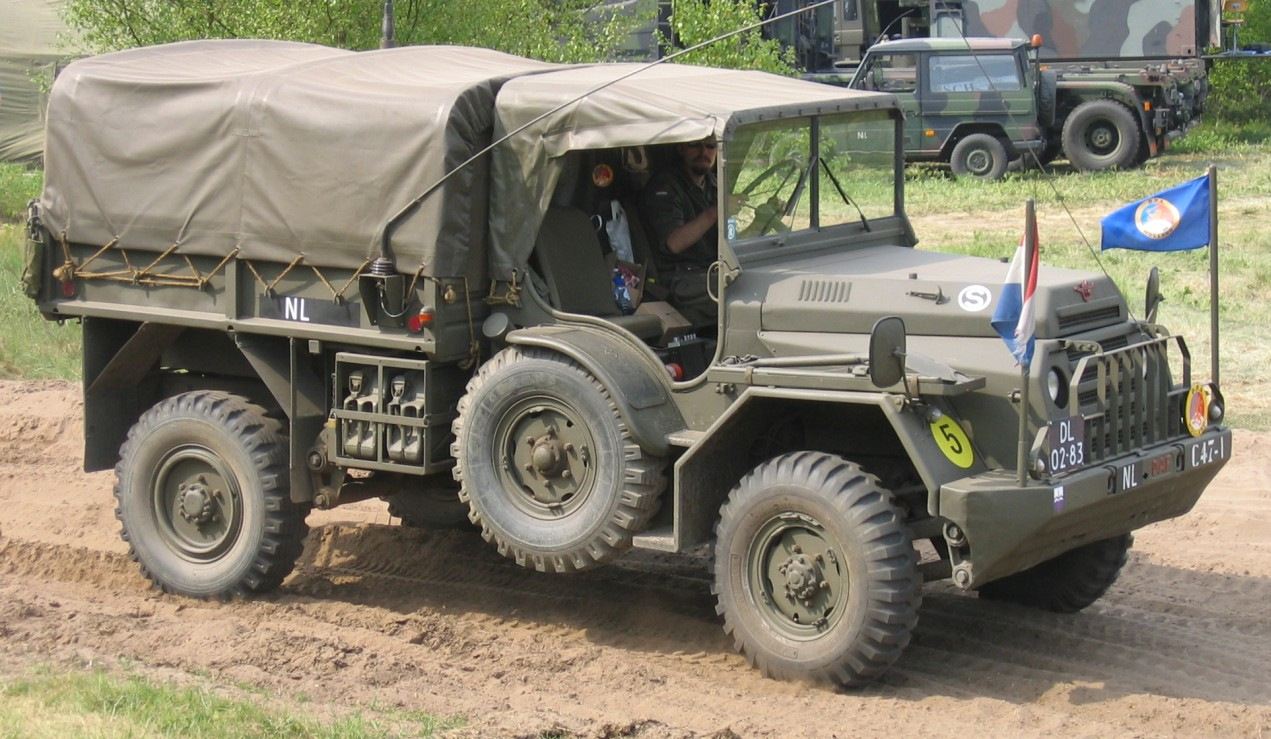
DAF YA-126 Weapon Carrier (WEP)

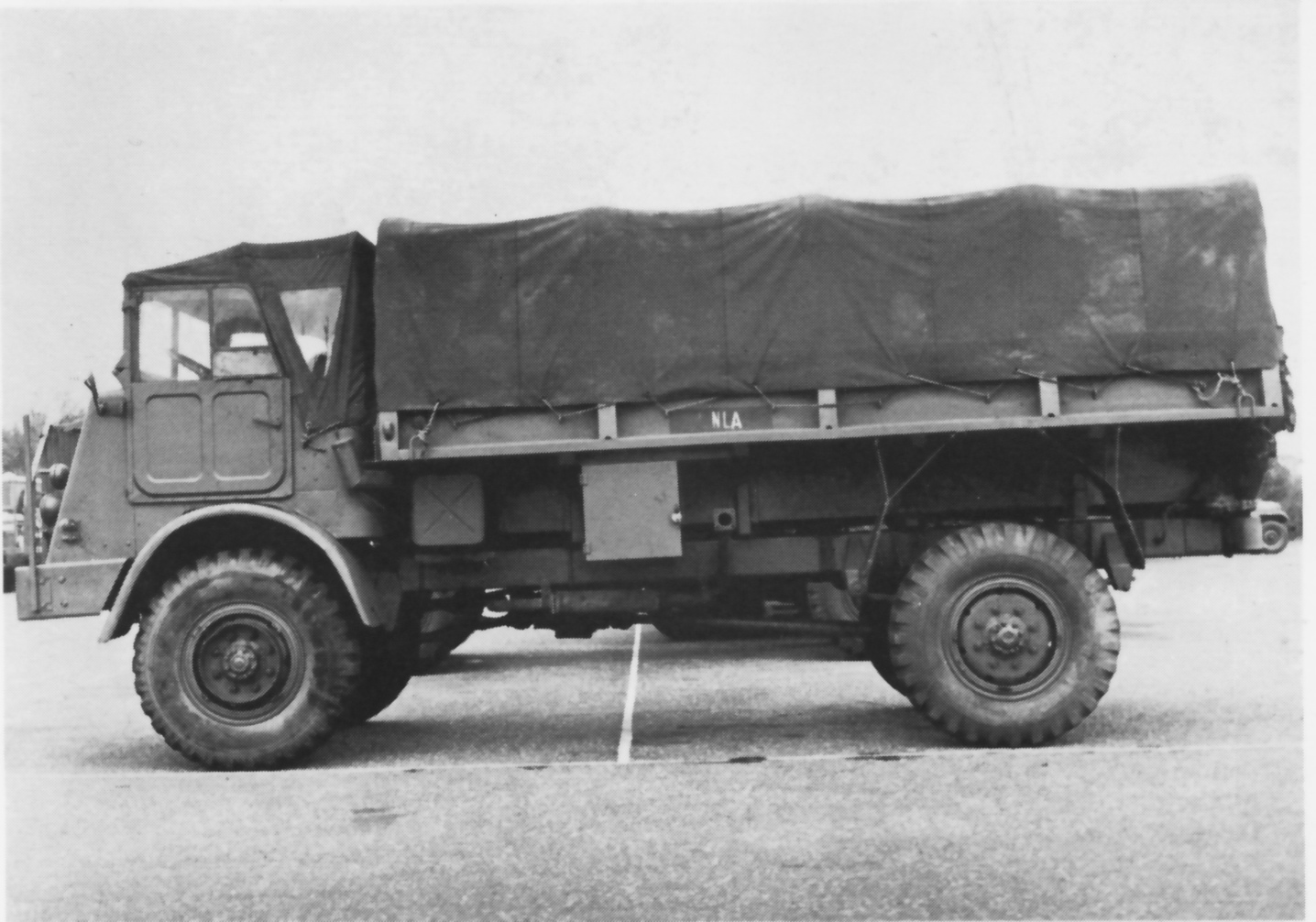
DAF YA 314 cargo

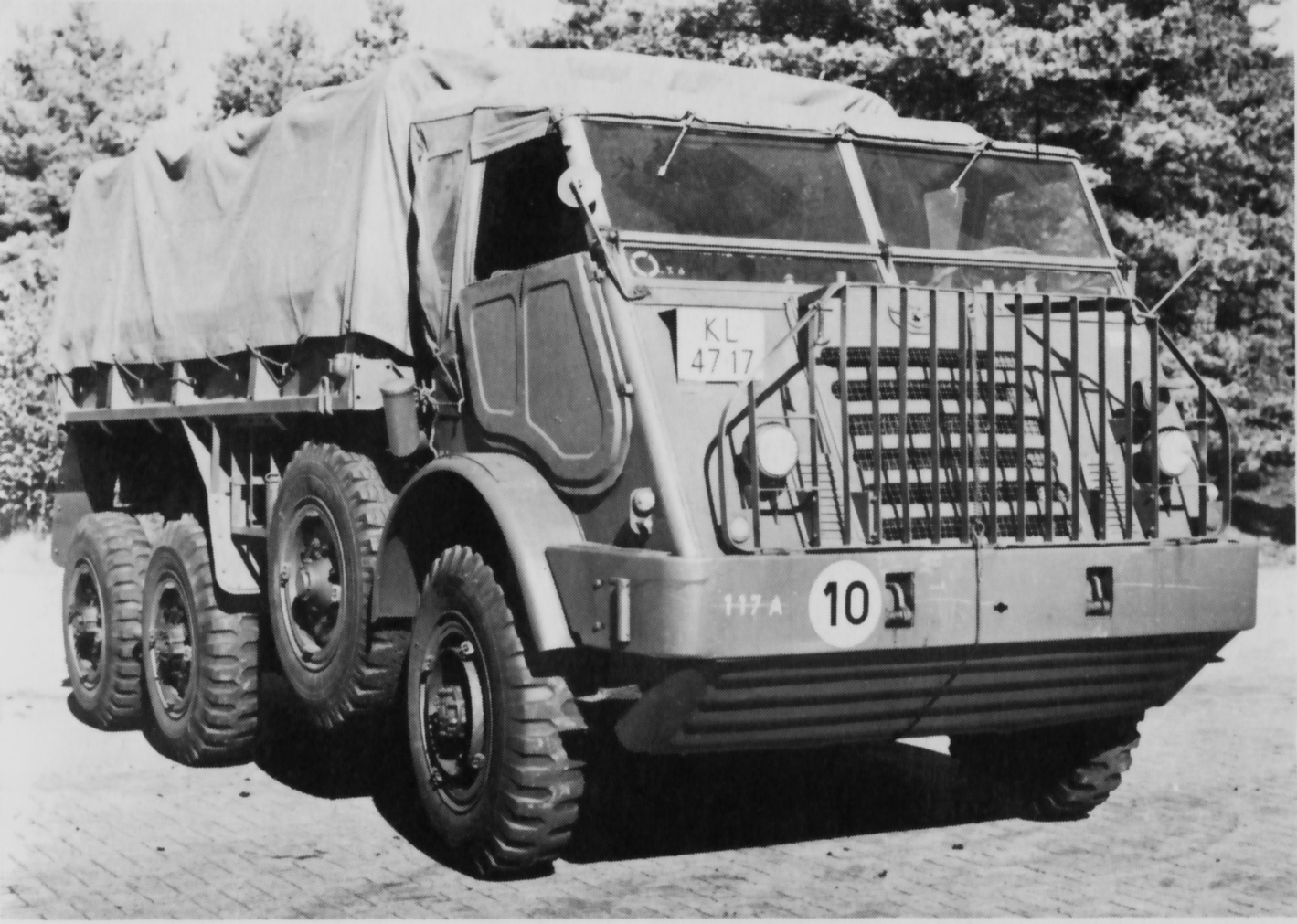
DAF YA-328 Artillerietrekker

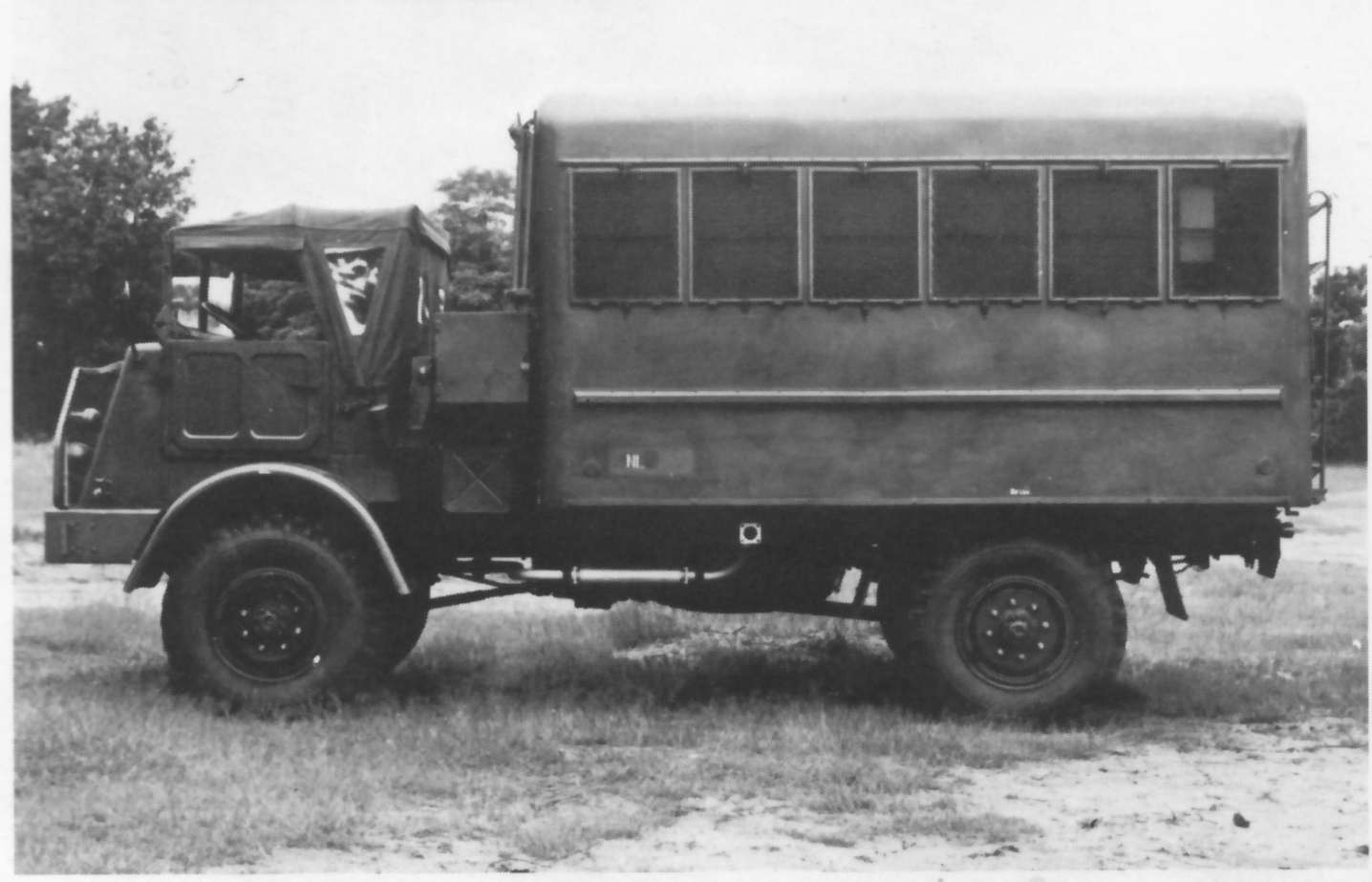
DAF YA-324 Radiowagen

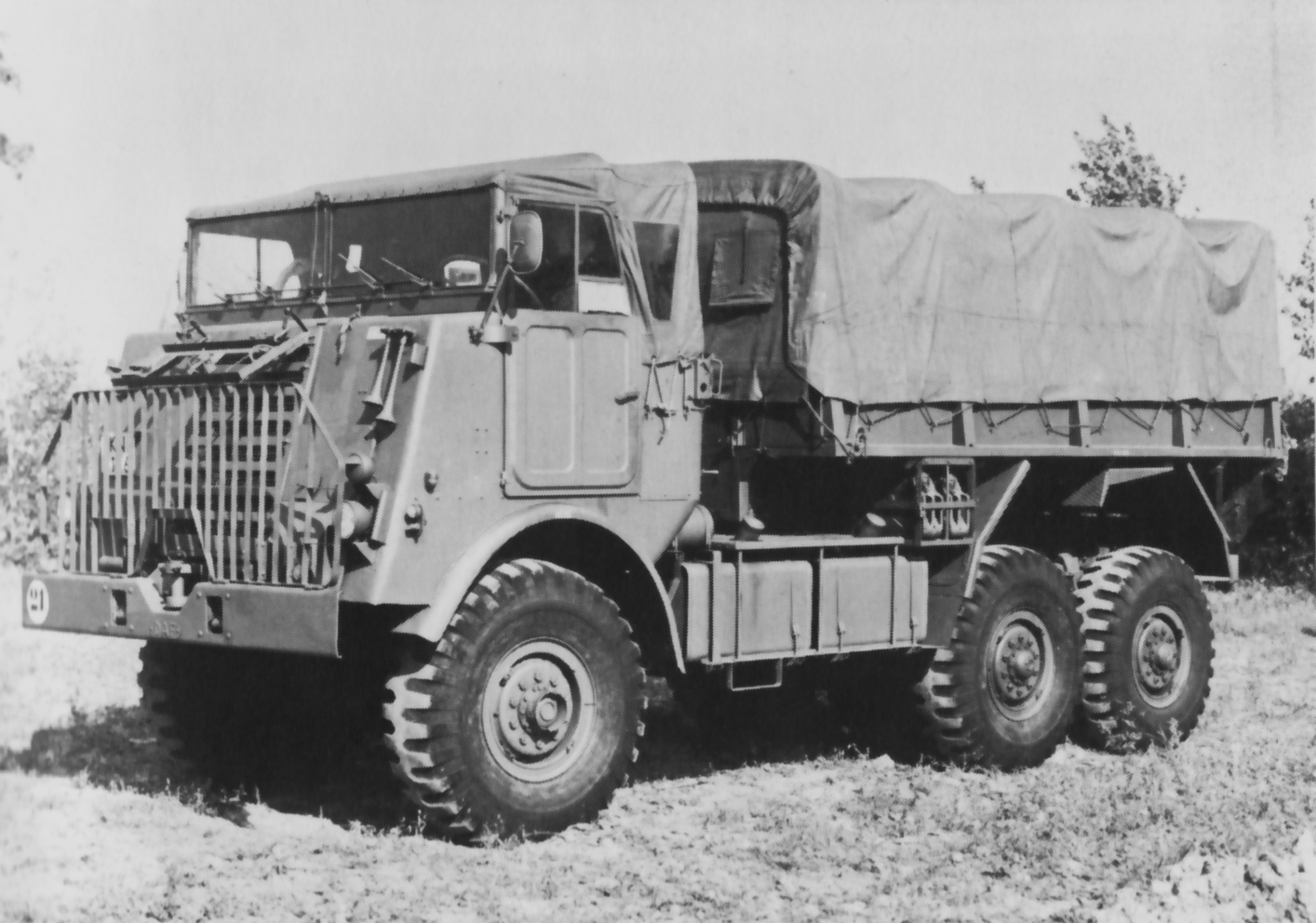
DAF YA-616

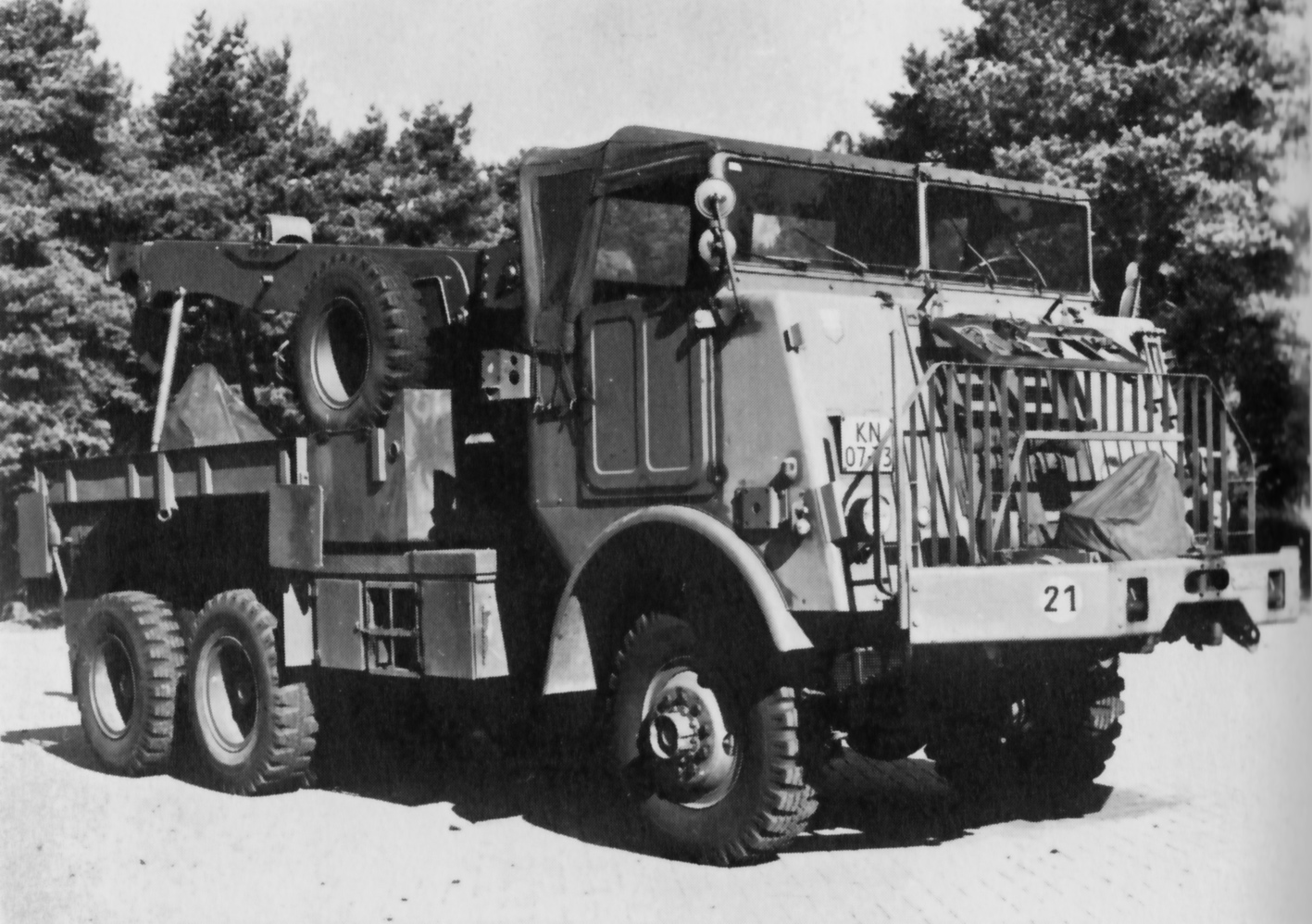
DAF YB 616 Heavy Wrecker

DAF maakte al voor de Tweede Wereldoorlog constructies voor het Nederlandse leger, met name het van de zogenaamde Trado-constructie voorzien van vrachtwagens, de bouw van een prototype van een amfibievoertuig en de productie van de DAF M39 pantserwagen. Na de oorlog was de eerste behoefte van het Nederlandse leger een normale vrachtauto met een laadvermogen van 3 à 4 ton klasse voor het vervoer van manschappen. DAF paste een civiele vrachtauto aan met een andere cabine en laadbak, maar de aandrijving alleen op de achterwielen bleef. De DAF A30 kwam omstreeks 1950 in dienst.
In de jaren vijftig zou DAF hofleverancier van het Nederlandse leger worden. De meeste militaire voertuigen waren van buitenlandse makelij en nog tijdens de oorlog gebruikt. Ze raakten verouderd en vernieuwing was noodzakelijk. Niet in geringe mate heeft het verkrijgen van deze opdrachten van de overheid het mogelijk gemaakt om de productiefaciliteiten uit te bouwen en zo de groei van DAF als truckfabrikant te bewerkstelligen. In totaal ontving DAF tussen 1951 en 1956 meerdere orders met een totaal bedrag van 393.583.005 gulden, voor de bouw en levering van drie typen trucks. Zo zijn er van de vierwielaangedreven 1-tonner, de DAF YA-126 zo'n 3.500 voertuigen gebouwd, van de DAF YA-314 ± 4.500 en van de zeswielaangedreven drietonner, de DAF YA-328 liepen er in de periode tussen 1952 en 1958 4.510 exemplaren uit de fabriek.
Gebaseerd op de YA-328 werd een pantserwagen ontwikkeld, de DAF YP-408. Dit pantservoertuig bleef tot 1988 dienstdoen in het Nederlandse leger, waarna in het kader van internationale ontwapeningsverdragen nagenoeg alle YP-408 voertuigen zijn vernietigd.
In de klasse zware vrachtauto's werd de YA 616/626 serie ontwikkeld en aan de KL geleverd.
DAF heeft ook de opvolgers van deze trucks gebouwd. In de jaren zeventig en negentig van de 20e eeuw zijn er ongeveer 13.400 stuks van het type YA 4440/4442 in diverse uitvoeringen geleverd.
Daarnaast was er de "jarreteljeep", deze werd in soldatentaal zo genoemd vanwege de riemaandrijving. Deze 0,4-ton-"vrachtwagen" luisterde naar de naam DAF YA-66 en was gebaseerd op de DAF 66. Voorzien van enkel achterwielaandrijving waren deze "jeeps" niet geschikt voor het onverharde terrein. In totaal zijn er 1201 van deze multifunctionele auto's gebouwd, voornamelijk voor ordonnanstaken.
In de zware tanktransporterklasse heeft DAF in het eerste decennium van deze eeuw een serie DAF YBB-95.480- en 95 530-trekkers aan de Koninklijke Landmacht geleverd.
In oktober 2010 vierde DAF dat de onderneming al 75 jaar leverancier is van de Nederlandse krijgsmacht. De eerste order van het toenmalige Departement van Defensie werd in 1935 geplaatst. Sindsdien heeft DAF meer dan 35 000 voertuigen geleverd waaronder vrachtwagens, trekkers, aanhangwagens en pantser- en bergingsvoertuigen.

### Militaire prototypen
De DAF-fabrieken hadden hun legervoertuigen meerdere malen aan de NAVO-partners gedemonstreerd en in dat kader waren er regelmatig Spaanse legerofficieren op werkbezoek geweest. Er ontstond belangstelling voor de DAF YA-314 maar dan wel in een 4-tonsuitvoering. Met gebruikmaking van de onderdelen van de YA-314 ontstond in 1968 een prototype, de YA 414. Na goedkeuring werd besloten de YA-414 in Spanje bij Pegaso in licentie te bouwen met als typeaanduiding: Pegaso 3020 'Todo Terrano'.
Zo ook, ontwikkelde men de DAF YP-104, een gepantserd verkenningsvoertuig. Van dit model zijn twee prototypen gebouwd. Een ervan is vernietigd (volgens verhalen ligt deze onder de DAF-fabriek in het beton); de andere staat bij de Geschiedkundige Verzameling Technische Dienst in Soesterberg. Deze verkeert nog in rijdende staat.
Verder was er in 1951 ook nog een prototype van een jeep, de DAF YA-054. Deze is niet in productie gegaan. Maar de ontwikkeling stopte niet. Zo ontwikkelde DAF Special Constructions in 1996 de Fennek.
Aan het begin van de 21e eeuw ontstond er bij de KL de behoefte aan een all-purpose militaire truck. Ook DAF Special Constructions werd uitgenodigd bij de ontwikkeling maar is afgehaakt omdat de overheid, in de vorm van het leger, de eisen steeds bijstelde. Voor DAF was het niet meer rendabel de truck te gaan produceren. De order ging uiteindelijk naar Scania.

## Commerciële vrachtauto's

### Eerste modellen
Hoewel voor de oorlog al voorzichtig met trucks op basis van Ford begonnen werd, werd pas na de oorlog werkelijk een eigen vrachtwagenproductie opgezet. Men begon met de DAF A30, DAF A50 en de bestelwagen DAF A10. De eerste trucks waren uitgerust met Hercules benzine- en Perkins dieselmotoren. Later ging DAF Leyland-dieselmotoren gebruiken.

### 2600
In 1963 verbaasde DAF de wereld met de DAF 2600, de eerste moderne truck, die alle op dat moment in productie zijnde trucks vooroorlogs deed lijken. In 1968 werd een kantelcabine geïntroduceerd. Deze cabine was zo bijzonder omdat men door het bouwdoossysteem met een beperkt aantal componenten een groot aantal verschillende cabines kon bouwen, van lichte distributietrucks tot internationale transporttrucks.

### Moeilijkheden

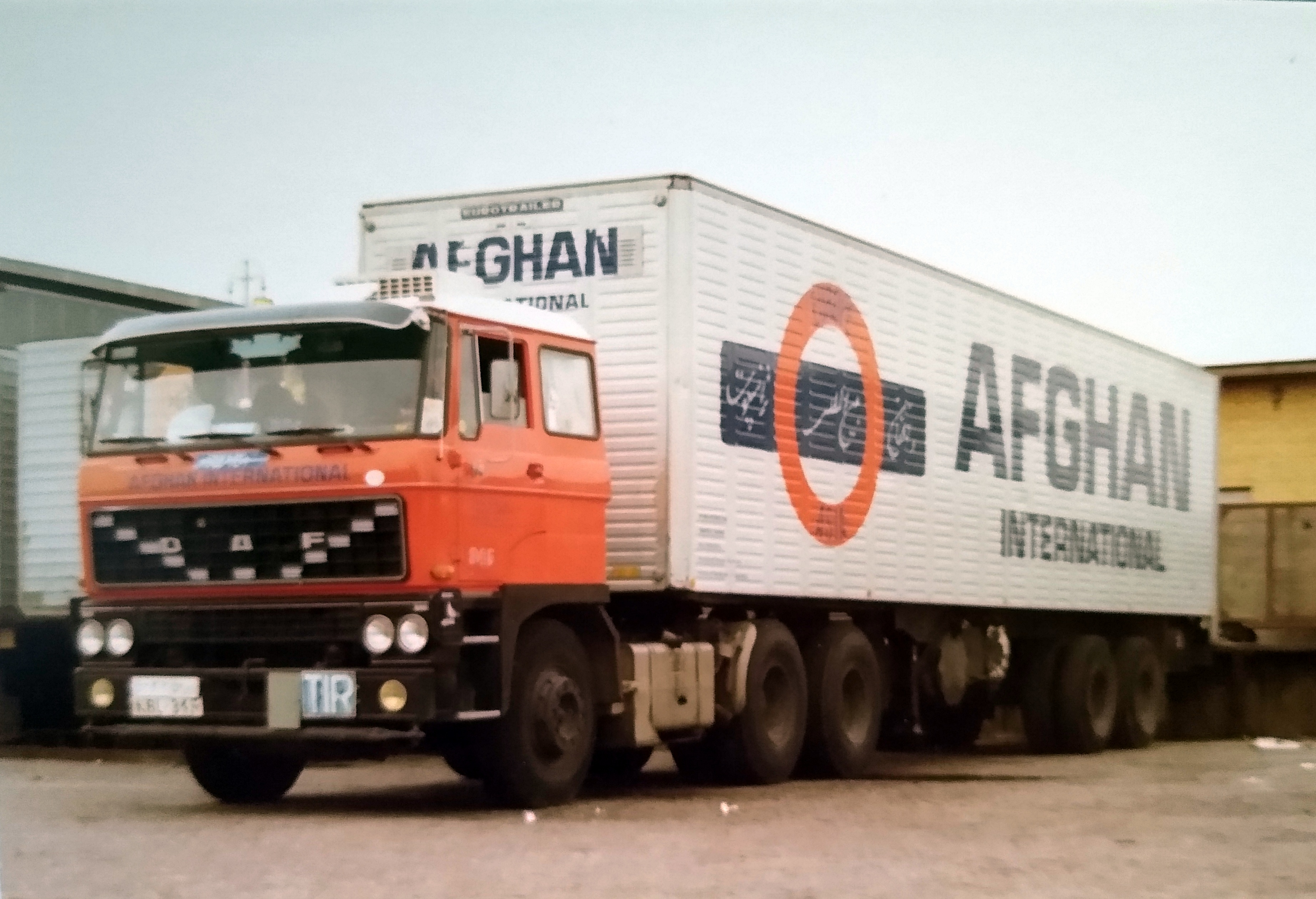
Een DAF-truck rijdt op Afghanistan

De jaren zeventig werden ingegaan met goede moed: op dat moment dacht men dat het grootste probleem het vinden van goed gekwalificeerd personeel was. Er braken moeilijke tijden aan voor DAF en in 1971 werd een organisatiebureau ingehuurd om de structuur van het concern te bestuderen. Het bureau kwam met twee belangrijke aanbevelingen: een splitsing van de personen- en vrachtwagendivisie en te gaan samenwerken met sterke partners om de internationale positie te versterken. De personenwagendivisie werd overgedragen aan Volvo. De truckproductie bleef echter en DAF vond in International Harvester (IH) een partner. Op 22 maart 1972 tekenden DAF en IH een overeenkomst tot bundeling van de activiteiten op het gebied van de ontwikkeling, productie en verkoop van bedrijfswagens. Twee maanden later werd DAF Trucks BV opgericht, en IH kreeg hierin een aandelenbelang van 33%. IH had ook Engelse Seddon-Atkinson en het Spaanse Pegaso onder haar vleugels. De samenwerking was tot stand gekomen in financieel moeilijke tijden, in 1983 werd twee derde van de aandelen DAF Trucks in handen van IH verkocht en in 1987 volgde de rest. IH was in de tussentijd opgegaan in Navistar International.

### Het einde en een nieuw begin
In 1987 werd Leyland overgenomen. Door de fusie met Leyland kreeg DAF ineens twee thuismarkten, Engeland en Nederland. Bovendien kreeg DAF er een gigantische productiecapaciteit bij, wat goed uitkwam toen de in 1988 geïntroduceerde DAF 95 een groot succes bleek te zijn. Met dit model behaalde DAF haar eerste "truck van het jaar"-titel. In de jaren daarna werd deze serie uitgebreid met de 45/55 en de 65/75/85. Door de overname schoof DAF flink op in de ranglijst van truckfabrikanten en stond nu vierde, na Scania, Volvo en MAN.
Na de volledige overname van Leyland probeerde DAF ook het Spaanse Pegaso over te nemen. Voor Pegaso was het pure noodzaak, omdat het verlies leed. Pas in 1989 kwam DAF met een serieus bod. De overname zou spaak lopen en Iveco nam Pegaso op in haar concern. Wel zou uit de samenwerkingsgesprekken de Pegaso Troner, met DAF-componenten, voortkomen.
Intussen was men in Eindhoven van plan om een nog belangrijkere rol te gaan spelen op de West-Europese bedrijfswagenmarkt. De voorwaarden daarvoor had DAF in ieder geval al geschapen. Het bedrijf ging naar de beurs.
Voor een nieuwe lijn voor lichte vrachtwagens had DAF een deal gesloten met Leyland. De Britse vrachtauto- en motorenfabrikant ging de lichtere vrachtauto's in licentie voor DAF bouwen. Uit de overname kwam ook FreightRover mee, een doorontwikkeling van de Leyland Sherpa, die als DAF 200 en later ook de zwaardere DAF 400 op de markt kwam. De Leyland Roadrunner werd aanvankelijk als DAF 800 op de markt gezet, maar al snel tot DAF 45 omgedoopt. Op basis van deze werd de 55 ontwikkeld. Toen de vrachtwagenmarkt plotseling in elkaar zakte moest DAF haar faillissement in 1993 aanvragen. Het bedrijf kon in hetzelfde jaar een doorstart maken onder de naam DAF Trucks N.V., waarna het in 1996 werd overgenomen door het Amerikaanse Paccar. De bestelwagendivisie werd zelfstandig voortgezet onder de naam LDV (Leyland-DAF Vehicles).
Pas in 2012 werd het faillissement definitief afgewikkeld. Met een duur van 19 jaar was het een van de  langstlopende Nederlandse faillissementen.  Aan ruim 1100 schuldeisers werd in totaal 500 miljoen euro uitgekeerd en dat was ongeveer 10% van hun vorderingen op DAF.

### Overname door Paccar
In 1996 werd DAF overgenomen door Paccar en in 1998 zou het voor de tweede keer in haar geschiedenis de titel "truck van het jaar" krijgen. In 1998 was het de beurt aan de opvolger van de DAF95, de DAF 95 XF. De serie werd weer uitgebreid met de DAF CF en in 2001 met de DAF LF, die tot truck van het jaar werd verkozen. In 2002 werd de XF licht gewijzigd en werd hij leverbaar met de AS-tronic automatische versnellingsbak. Eind 2005 introduceerde DAF de XF105, een nog zwaardere truck, voorzien van compleet nieuw ontworpen motoren die voldoen aan de Euro 5 norm. In 2006 kwamen ook een gewijzigde CF en LF op de markt.
Voor 2007 kreeg DAF opnieuw de prestigieuze titel "Truck van het jaar", ditmaal met haar XF 105. Op 19 april van dat jaar was de 750.000e vrachtwagen van de band gerold.
Begin 2011 kondigde DAF Trucks een primeur aan: een hybride vrachtwagen LF Hybrid. Deze 12-tons vrachtwagen voor distributieverkeer was naast een dieselmotor van 118 kW voorzien van een elektromotor van 44 kW. Deze drijft de vrachtwagen aan in de groene zones van grote steden. Na twee jaar proefrijden met diverse prototypes was de tijd rijp voor een marktintroductie. Praktijktests wezen op een brandstofbesparing van 10 tot 20 procent.
In oktober 2013 opende DAF een assemblagefabriek in Ponta Grossa, Brazilië. Deze heeft een oppervlakte van bijna 28.000 m² en staat op een terrein dat 230 hectare groot is. In de nieuwe fabriek worden vrachtwagens geassembleerd voor Brazilië en de Zuid-Amerikaanse markt. De fabriek heeft een investering gevergd van $ 320 miljoen. In 2019 werden in Brazilië door DAF ruim 3.200 vrachtwagens verkocht, wat het totaal aan rondrijdende DAF-vrachtwagens aldaar boven de 10.000 exemplaren bracht.
In juli 2016 kreeg DAF samen met vier andere Europese vrachtwagenbouwers een boete van in totaal 2,93 miljard euro. Het aandeel van DAF daarin is 752 miljoen euro. De Europese Commissie oordeelde dat de fabrikanten verboden prijsafspraken hadden gemaakt. Het onderzoek naar de vijf begon in januari 2011 toen Europese ambtenaren met nationale mededingingsautoriteiten onaangekondigd kantoren van de diverse fabrikanten binnenvielen om het onderzoek te starten.
In 2021 werd de nieuwe generatie DAF XF alsmede de DAF XG en DAF XG+ gepresenteerd, waarna prompt deze nieuwe zware voertuiglijn in 2022 de titel vrachtwagen van het jaar kreeg. In 2022 werd de nieuwe DAF XD gepresenteerd, die in 2023 ook tot vrachtwagen van het jaar werd gekuurd. In 2023 werd de DAF XB gepresenteerd, waarmee DAF een volledig nieuw gamma vrachtwagens heeft. Daarnaast presenteerde het voor de bouw de modellen DAF XDC en DAF XFC.

## Fabrieken
Er zijn DAF-fabrieken in de volgende plaatsen:
- Eindhoven (hoofdvestiging)
- Westerlo (België)
- Leyland (Groot-Brittannië). British Leyland assembleert hier DAF-trucks.
- Ponta Grossa (Brazilië). Paccar opende hier in 2013 een assemblagefabriek van DAF-modellen voor de Zuid-Amerikaanse markt.
- Bayswater (Australië), een gezamenlijke assemblagefabriek met Kenworth in de buurt van Melbourne.
- Taichung (Taiwan), waar een lokale partner, Formosa Plastics Group, DAF trucks assembleert[15]

DAF heeft een testbaan in Sint-Oedenrode (Nederland).

## Overzicht van vrachtwagens en bestelwagens
- DAF A10
- DAF A117

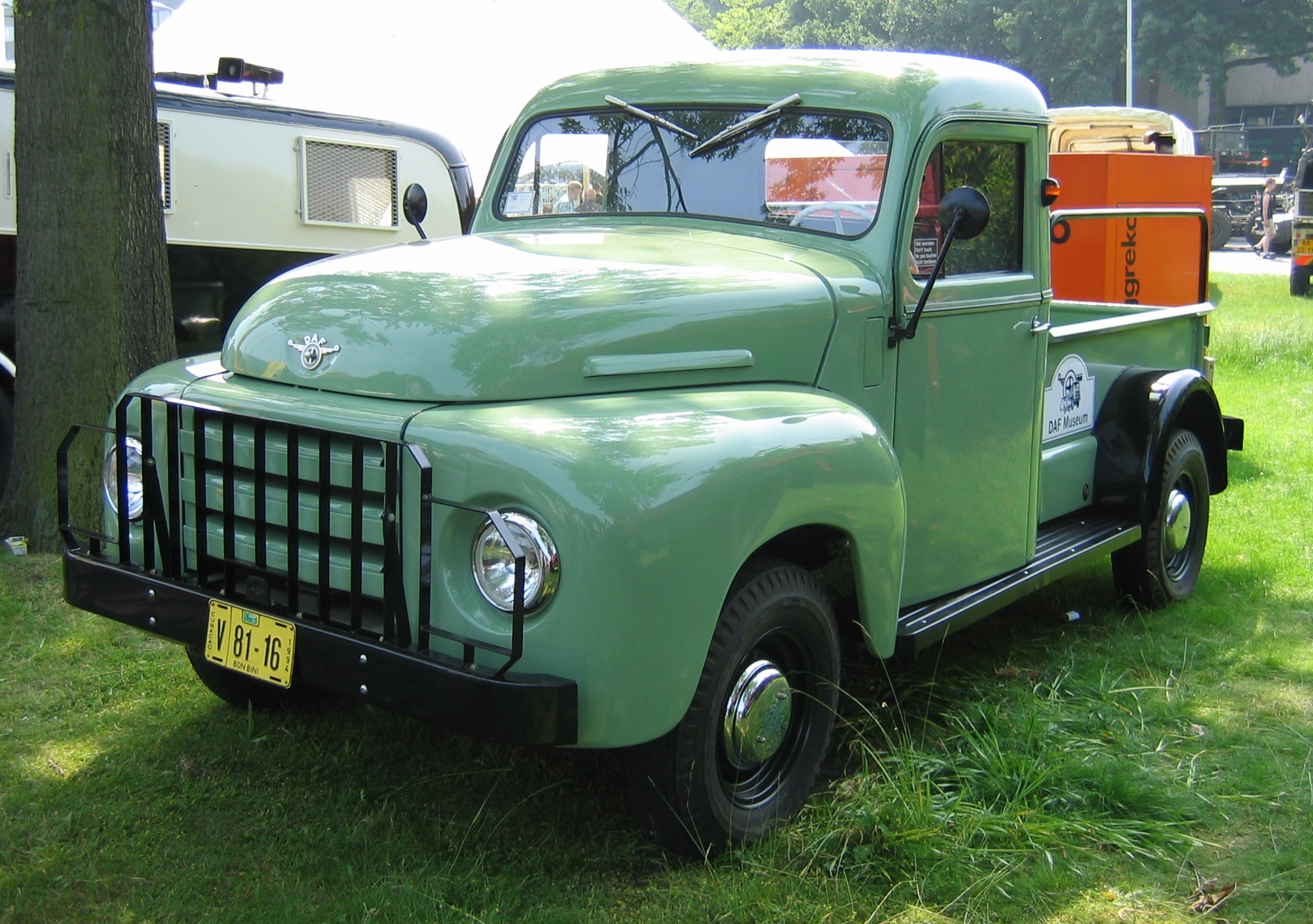
DAF A107 pickup op basis van de A10

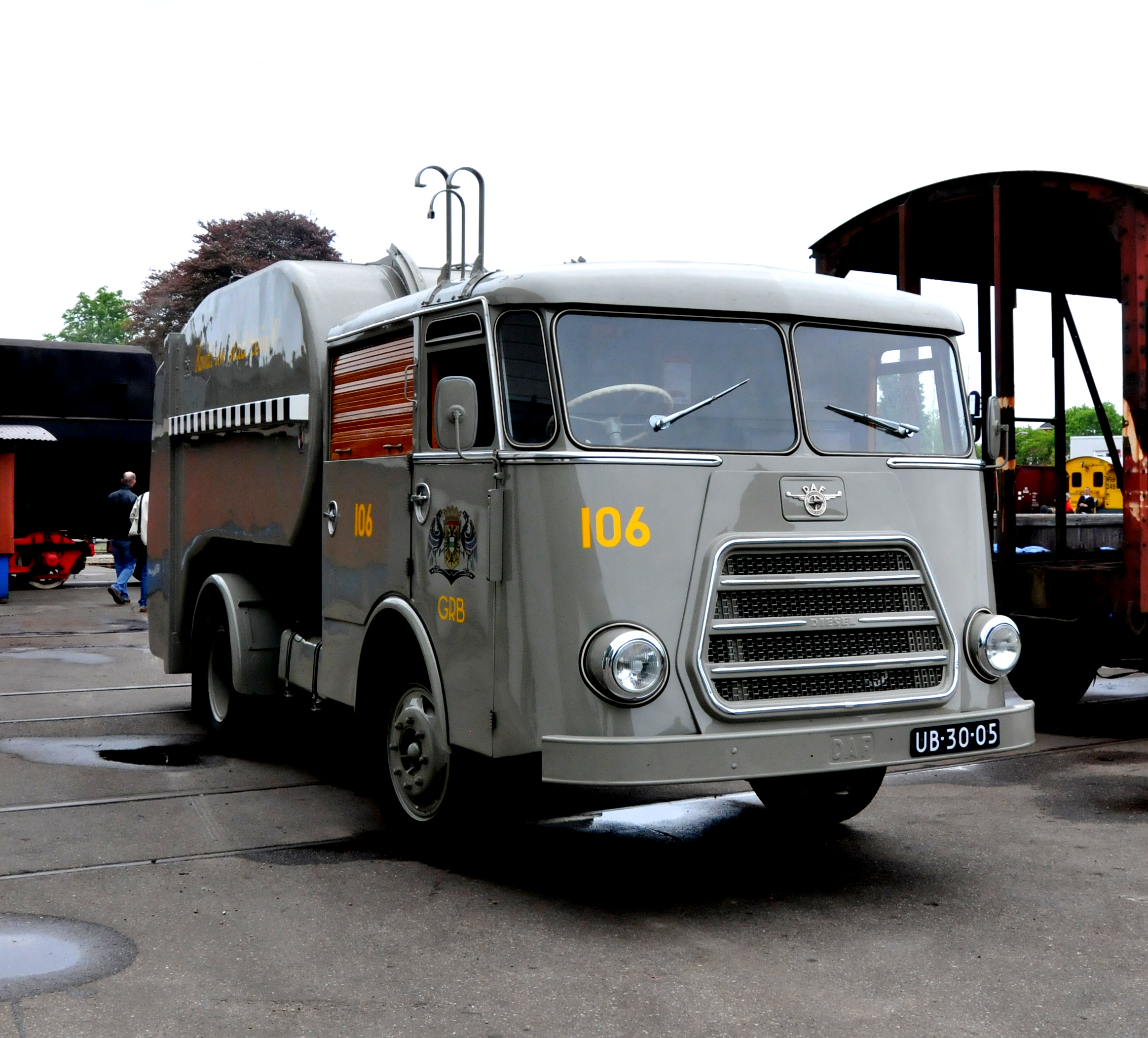
DAF G1300, Reinigingsbedrijf, Markt- en Havenwezen (RMH) vuilniswagen uit Groningen

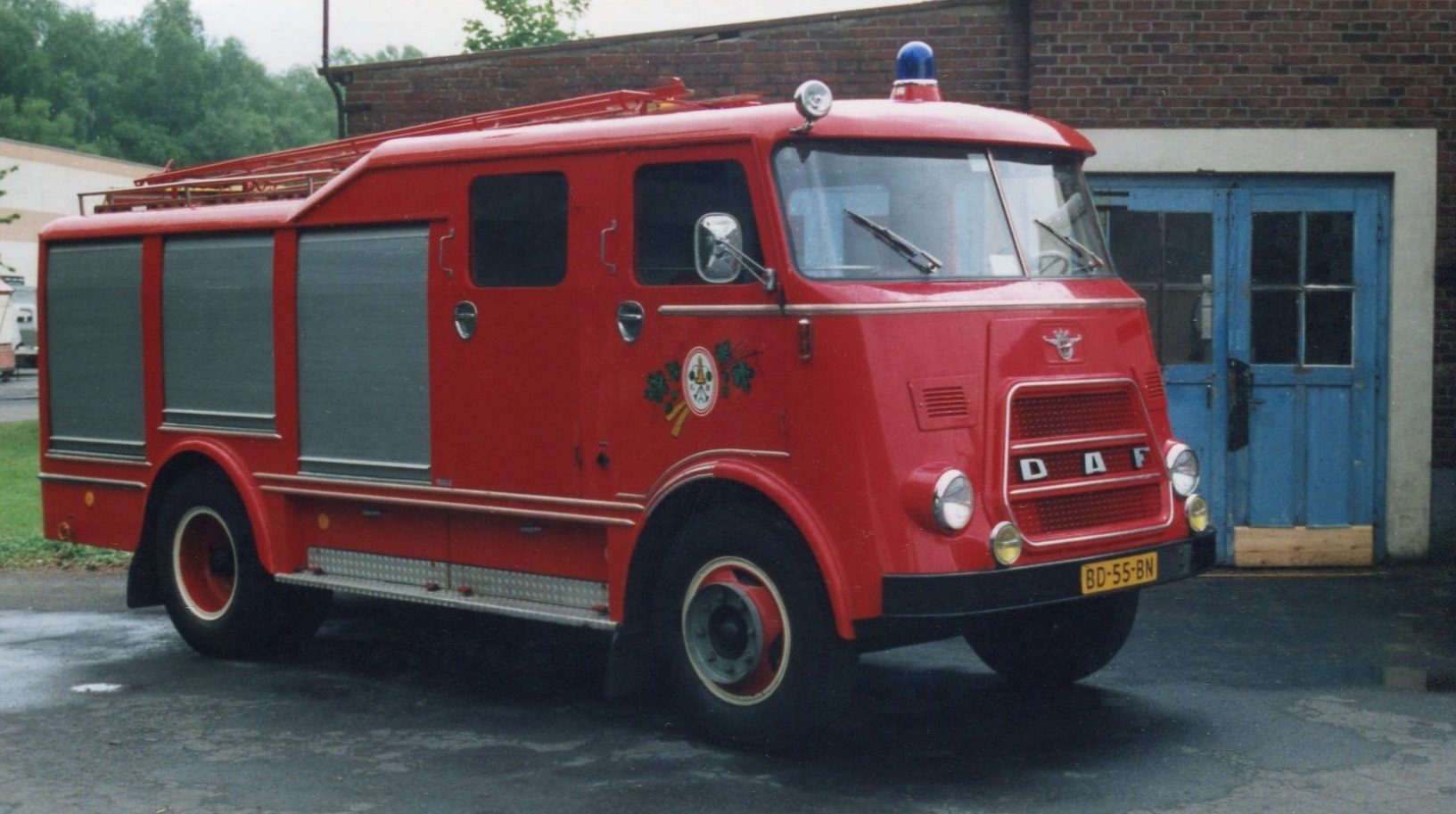
DAF Brandweerwagen

- DAF A30/A40/A50/D40/D50/K60 (militair) (bijgenaamd 7-streper, naar het aantal chromen strips op de grille)
- DAF A1100/A1300/A1600/T1600 DA/G1300/V1600/AZ1900
- DAF A13/A16/A18 en de T13/T15/2 (beter bekend als de Torpedo)
- DAF 1600DT
- DAF 2000DO
- DAF 2200DO
- DAF 2400DP
- DAF 2600
- DAF Pony
- DAF 2800/3300/3600
- DAF N2800
- DAF 1600/1800/2100
- DAF 500/700/900/1100/1300 (Cabine van de club van 4)
- DAF 2900/3200
- DAF 95
- DAF 200/400
- DAF 600/800/1000
- DAF 65/75/85
- DAF 45/55
- DAF 95 XF
- DAF 65/75/85CF
- DAF XF
- DAF XF105
- DAF CF
- DAF LF
- DAF XF Euro-6
- DAF XF 2021
- DAF XG
- DAF XG+
- DAF XD
- DAF XB
- DAF XDC
- DAF XFC

## Parijs-Dakar
DAF deed vanaf 1981 mee aan de rally Parijs-Dakar met de Mighty Mac.
In 1982, met de intrede van coureur Jan de Rooy, komen de successen. Jan de Rooy deed een vinding waarmee de DAF-truck zelfs met de auto's kon meestrijden: twee motoren die elk een as aandreven. De laatste versie (uit 1988) had meer dan 1000 pk en stond zo nu en dan zelfs derde in het totaalklassement en was vaak sneller dan de op dat moment onverslaanbare Peugeots 405. Het noodlot sloeg toe. DAF had een tweede team ingeschreven waarvan de rijder minder ervaring had dan De Rooy. Dit team sloeg over de kop waarbij bijrijder Kees van Loevezijn om het leven kwam. DAF trok zich hierop terug uit de rally.
De Rooy ging in 2002 weer deelnemen aan de rally. Het jaar daarop kwamen twee DAF's aan de start waarvan de tweede werd bestuurd door zoon Gerard de Rooy. Beide vrachtwagens streden vooraan mee totdat Gerard uitviel door een ongeluk waarbij niemand letsel opliep. In 2004 werd Gerard derde en viel pa Jan uit. In de Dakar-rally van 2006 deed er geen DAF-truck mee, omdat de FFSA, de Franse automobielbond, niet akkoord ging met de nieuwe rallytruck waarmee de familie de Rooy zou rijden (terwijl de truck eerder door dezelfde bond goedgekeurd was).

## Naslagwerken
- Martin Wallast, DAF trucks, Truckstar International B.V., Hazerswoude, 1990, ISBN 9071492176
- Jaap de Zeeuw, Ongekend talent, De DAF personenwagen, DAF Club Nederland, 2005 ISBN 90-90197-37-0
- Wibo Pieters, De nieuwe manier van rijden, DAF club Nederland, 2015 ISBN 978-90-902-9288-5